# Römische Legion

Die Legionsstandorte zur Zeit des Kaisers Hadrian (117 bis 138 n. Chr.)

Eine römische Legion (lateinisch legio, von legere „lesen“ im Sinne von: „auslesen“, „auswählen“) war ein selbstständig operierender militärischer Großverband im Römischen Reich, der meist aus 3000 bis 6000 Soldaten schwerer Infanterie und einer kleinen Abteilung Legionsreiterei mit etwa 120 Mann bestand. Als Faktor für den Erfolg der römischen Legionen werden neben überlegener Ausrüstung und dem geschlossenen Einsatz in Gefechtsformationen die intensive Ausbildung und Disziplin im Gefecht, aber auch taktische Flexibilität gesehen. Sie bildete damit einen wesentlichen Faktor für die Expansion des Römischen Reiches. Für die Sicherung des Weltreiches auf drei Kontinenten waren in der Blütezeit des Reiches in der Römischen Kaiserzeit etwa 25 bis 30 Legionen ausreichend, die über Marschstraßen und mit Schiffen schnell verlegt werden konnten.
In der Frühzeit Roms war Legion die Bezeichnung für das gesamte militärische Aufgebot der Stadt, das von den beiden Konsuln ausgehoben und befehligt wurde. Mit dem Wachstum des Ager Romanus und bei besonderem Bedarf wurden zusätzliche Legionen aufgestellt. Seit der Verdopplung der Armee während der Samnitenkriege im vorletzten Jahrzehnt des 4. Jahrhunderts v. Chr. gab es normalerweise vier Legionen. Die Legion der klassischen Epoche entstand im Zuge der Professionalisierung des römischen Heerwesens im Verlauf des 2. Jahrhunderts v. Chr., die in der traditionellen Geschichtsschreibung mit der so genannten Heeresreform des Marius in Verbindung gebracht wird. Mit diesen Reformen setzte sich auch die Wandlung der Legion von einer Bürgerarmee zur Berufsarmee durch. Gaius Iulius Caesar verfügte während seiner Zeit in Gallien über acht bis zwölf teils selbst ausgehobene Legionen (56 v. Chr.). In den Wirren der Bürgerkriege wuchs die Zahl der Legionen auf etwa 70, oft allerdings mit verminderter Stärke. Kaiser Augustus schuf ein stehendes Heer, dessen Legionen in den Provinzen an den Grenzen des Reiches stationiert waren. In der Kaiserzeit lag die Gesamtzahl für lange Zeit bei etwa 30 Legionen. In der Spätzeit des römischen Reiches verlor die schwere Infanterie der Legionen vor allem gegenüber der Reiterei an Bedeutung. Im Zuge der diokletianischen und konstantinischen Reformen, welche die letzte Blütezeit des klassischen römischen Heerwesens markieren, wurden die Legionen auf Gesamtstärken von oftmals unter 1000 Mann verkleinert, ihre Zahl aber auf ungefähr das Doppelte erhöht.
Die Legionen operierten in der klassischen Zeit in der Regel zusammen mit Hilfstruppen, meist in ungefähr gleicher Zahl, die zunächst von den italischen Bundesgenossen und anderen unterworfenen Völkerschaften gestellt und später in den Provinzen rekrutiert wurden und aus Peregrinen (Provinzbewohnern) ohne römisches Bürgerrecht bestanden. Sie stellten neben zusätzlichen Infanteristen im Wesentlichen die Kontingente an Berittenen, Bogenschützen und Schleuderern. Die Hilfstruppen waren nicht Teil der Legion, wurden aber durch diese im Einsatz geführt und unterstützten sie unmittelbar mit ihren spezialisierten Fähigkeiten. Nach der Bürgerrechtsreform des Kaisers Caracalla im Jahr 212, mit der alle Provinzbewohner römischen Bürgern gleichgestellt wurden, wurde auch im Heer die Unterscheidung zwischen Legions- und Hilfstruppen zunehmend aufgehoben und verlor ihre Bedeutung.
Römische Legionen bestanden vom 6./5. Jahrhundert v. Chr. bis zum frühen 7. Jahrhundert n. Chr. In dieser langen Zeitspanne waren sie erheblichen Wandlungen in Stärke, Zusammensetzung, Ausrüstung und Einsatz unterworfen. Im Westen verschwanden sie im Verlauf des 5. Jahrhunderts, im oströmischen Reich dann endgültig im 7. Jahrhundert mit dem Übergang vom spätrömischen zum byzantinischen Heerwesen.

## Die Legion in der Königszeit und der Zeit der Republik

### Römische Königszeit (um 753–509 v. Chr.)
Wie bei allen Informationen über die römische Königszeit sind die zur Verfügung stehenden Quellen mit Aussagen über die Frühzeit des römischen Heeres sehr viel später entstanden und daher stark durch Legenden und Interessen der jeweiligen Entstehungszeit gefärbt, sie werden von der heutigen Forschung überwiegend als spätere Rekonstruktion angesehen. Vieles des im Folgenden Dargestellten ist daher weder unumstritten noch gesichert. Gesicherte Angaben besitzt man erst ab dem 4./3. Jahrhundert v. Chr.
Der Ursprung der Legion lag Mitte des 7. Jahrhunderts v. Chr. vielleicht in der griechisch geprägten Hopliten-Phalanx, die mit Lanzen als Hauptwaffe ausgerüstet und in drei Tausendschaften unter drei Tribunen (tribuni militum) unterteilt war. (Zumindest waren spätere griechische und lateinische Autoren der Ansicht, die Römer hätten einst als Phalanx gekämpft; in der modernen Forschung ist dies umstritten.) Hinzu kamen wohl drei Hundertschaften (centuriae) Reiter unter den drei Abteilungsführern (tribuni celerum). Insgesamt bestand das Angriffsheer Roms am Anfang der Königszeit aus ca. 3.300 Mann. Die Stärke der Legion wurde nach der Vereinigung der Bergrömer des Palatin mit den Hügelrömern des Quirinal auf sechs Tausendschaften Fußvolk und sechs Hundertschaften Reiterei verdoppelt. Zu dieser Zeit war „Legion“ die Bezeichnung für das gesamte Aufgebot des römischen Staates.
In der Legion dienten vermutlich die Bürger des ersten Aufgebots vom 18. bis 46. Lebensjahr. Die älteren Jahrgänge hatten die Stadtbefestigungen daheim zu besetzen. Neben die Legion der römischen Bürger traten die Truppen der latinischen Bundesgenossen Roms (socii). Mit dem zunehmenden Ausgreifen Roms im 4. Jahrhundert v. Chr. wurden dann auch mehrere Legionen gleichzeitig ins Feld gestellt.

Aufstellung der römischen Legion zur Königszeit und frühen Zeit der Republik

Im Rahmen der Servianischen Heeresreform unter dem sagenumwobenen König Servius Tullius, die auch den Bau der ersten Stadtmauer Roms mit sich gebracht haben soll, wurde die Legion laut der späteren Tradition (Titus Livius) zufolge neu geordnet. Sie bestand nun, wie es heißt, aus 6000 Mann in sechs Reihen plus 2.400 Mann Leichtbewaffneter. In den ersten vier Reihen der Phalanx standen demnach 40 Centurien der vollausgerüsteten Hopliten (classis), in den folgenden beiden Reihen je zehn Centurien der nicht voll ausgerüsteten Hopliten der zweiten und dritten Vermögensklasse. Die Bürger der untersten Vermögensklassen stellten 24 Centurien der Leichtbewaffneten, die bei Bedarf auch Lücken in der Phalanx auszufüllen hatten. Hinzu kamen in der Regel pro Legion sechs Centurien Reiterei.

### Römische Republik (um 509–27 v. Chr.)

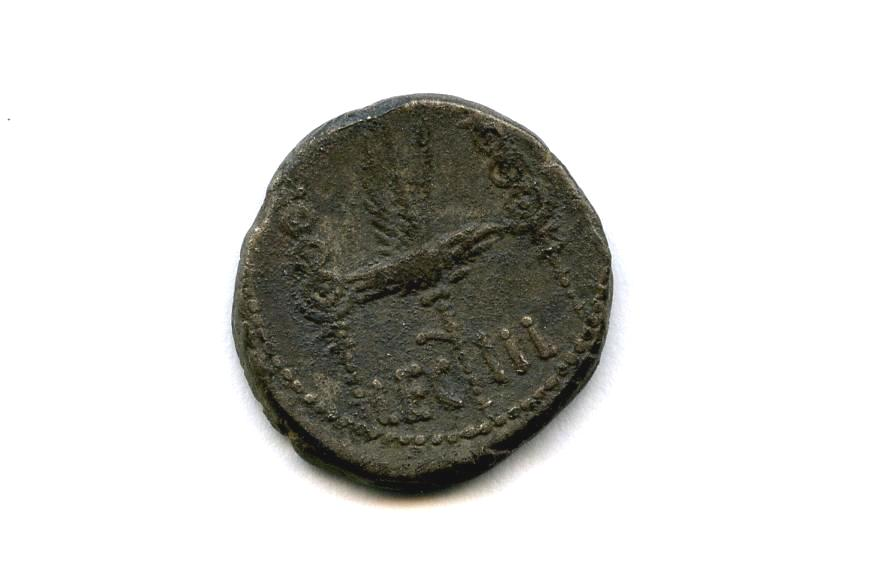
Legionsdenar des Marcus Antonius LEG III zwischen zwei Feldzeichen. Geprägt 31 v. Chr. im Fundzustand.

Zur Zeit der römischen Republik war die Armee zunächst noch eine Bürgermiliz, das heißt, es gab kein stehendes Heer, sondern die Bürger hatten sich im Kriegsfall (der recht oft eintrat) zu den Waffen zu begeben. Die Censoren teilten die Bürger alle fünf Jahre nach ihrem Vermögen in fünf Klassen ein, die auch die Truppengattung bestimmten, denn die Ausrüstung musste von jedem Bürger selbst gestellt werden. Die Reichsten kamen zur Reiterei und wurden daher equites genannt, die weniger Begüterten zur schweren Infanterie, die wiederum in drei Klassen eingeteilt war, die Ärmeren kamen zur leichten Infanterie. Die Ärmsten, die sogenannten capite censi (lateinisch: die nach dem Kopf gezählten, da es bei ihnen keinen anderen Besitz zu zählen gab), mussten nicht dienen.
Seit dem Ende des 2. Jahrhunderts v. Chr. bestand die Legion zunehmend aus Freiwilligen, dennoch gab es auch weiter Aushebungen. Im Ganzen umfasste die römische Armee zu dieser Zeit ca. 25 Legionen, wobei diese durch die Verhältnisse des anhaltenden Bürgerkrieges oft weit unter der Sollstärke lagen.
Die Legionen operierten regelmäßig zusammen mit sogenannten Auxiliartruppen. Dabei handelt es sich um Truppen nichtrömischer Herkunft in etwa gleicher Anzahl. Sie wurden als Verstärkung der Fußtruppen sowie als leicht bewaffnete Spezialeinheiten angeworben, die die römische leichte Infanterie und Kavallerie an Qualität übertrafen und sie mit der Zeit völlig ersetzten. Bekannt sind die treffsicheren Bogenschützen von Kreta und die Schleuderer von den Balearen. Die eigentliche Kavallerie, die üblicherweise die Flügel der Schlachtaufstellung bildete, bestand bald ausschließlich aus Auxiliartruppen oft spanischer und numidischer, aber auch gallischer und germanischer Herkunft.
Die Hauptaufgabe der legionseigenen Reiterei war dagegen nicht der Einsatz in der Schlacht, sondern Aufklärung und Kurier- und Meldedienste. Um eine jederzeitige Befehlsgebung zu gewährleisten, waren die Legionsstabsoffiziere ebenfalls beritten. Als Pferdeknechte und Treiber dienten in der Regel Sklaven. Die Zahl der Pferdeknechte wurde auf 700 pro Legion, die der Treiber auf 300 geschätzt. Einer Legion standen etwa 1.200 Lasttiere zur Verfügung.

#### Erste Veränderungen
Im 4. Jahrhundert v. Chr. wurde die bisher relativ starre Phalanx (angeblich von Marcus Furius Camillus) durch Einführung der flexibleren Manipularordnung verbessert, wodurch die Legionen in späteren Feldzügen der griechischen und makedonischen Phalanx überlegen waren. Dabei wurden drei Treffen zu mehreren Manipeln hintereinander gestellt. Zwischen den Manipeln wurden so große Abstände gelassen, dass die versetzt stehenden Manipel des jeweils hinteren Treffens dazwischen vorrücken konnten. Das ergab eine Art Schachbrettmuster und erlaubte eine flexible Gefechtsführung. Jedes Manipel bestand aus zwei Zenturien à 80 bzw. bei den Triariern 30 Mann, die hintereinander standen. Unmittelbar vor dem Pilumwurf und Feindkontakt rückten die hinteren Glieder in die Lücken vor, sodass sich eine geschlossene Kampflinie ergab. Die Manipel des zweiten Treffens konnten selbständig zu große Lücken beim Vormarsch auffüllen, aufreißende Lücken des ersten Treffens im Gefecht schließen, weichende Manipel verstärken oder bei erzielten Einbrüchen in die gegnerische Phalanx in den Einbruch eindringen und den Gegner aufrollen. Die Manipel des dritten Treffens fungierten als örtliche Reserve und handelten analog zu den vorstehenden. Eine Ablösung der Hastati während des Phalangengefechts war allerdings unmöglich und konnte nur ausnahmsweise beim Zurückweichen des Gegners erfolgen, dann wurde aber in der Regel aggressiv nachgesetzt.

Aufstellung der römischen Legion zur Zeit der Republik (nach der Reform des Marcus Furius Camillus)

Die bisherige Legion von 8.400 Mann wurde in zwei neue Legionen zu je 4.200 Mann geteilt. Jede Legion bestand aus 30 Manipeln (von manus = die Hand, die Schar) zu je zwei Zenturien zu zwölf Gliedern in offener bzw. sechs Gliedern in geschlossener Ordnung.
Zum römischen Kontingent kam noch ein etwa gleich großes Kontingent der Bundesgenossen (Socii). Eine Legion stand somit vom vierten bis zum zweiten Jahrhundert v. Chr. mit rund 9000 Mann im Feld.
Die Hastati führten den ersten Angriff im ersten Treffen. Die Principes bildeten das zweite Treffen der Schlachtordnung. Die Triarii besaßen als die bestausgerüsteten Elitesoldaten besonderes Ansehen. In ausweglosen Situationen boten sie den letzten Rückhalt. Velites standen als leichtbewaffnete Plänkler außerhalb der Schlachtordnung. Sie waren meistens mit mehreren leichten Pila (Wurfspeere) bewaffnet und eröffneten den Kampf. Ihre Vorgänger bis ca. 300 v. Chr. waren die Rorarii, die mit Schleudern bewaffnet waren. Hastati und Principes erhielten ebenfalls das Pilum, während die Triarii weiterhin mit der langen Stoßlanze ausgerüstet blieben und, nur drei Glieder tief, in geschlossener Ordnung kämpften.
In Notsituationen wie den Punischen Kriegen gegen Karthago, insbesondere nach dem Verlust mehrerer Legionen gegen Hannibal, wurde die Einteilung nach unten geöffnet, um die nötige Anzahl von Rekruten zu erhalten. Diese waren teilweise nicht in der Lage, ihre Ausrüstung selbst zu beschaffen, und der Staat musste diese stellen. Im weiteren Verlauf der römischen Geschichte kam es, auch durch die lange Abwesenheit wegen andauernder Feldzüge, zu einer Verarmung der italischen Kleinbauern, was dem Milizsystem die Grundlage entzog, da die verarmten Bauern nicht mehr unter die Wehrpflicht fielen.

#### Die Heeresreform des Marius
Nach den Niederlagen gegen die Kimbern, Teutonen und Ambronen wurde eine Heeresreform immer dringender. Diese Reform wurde in der klassischen Geschichtsschreibung mit dem Namen des Feldherrn Gaius Marius verbunden und ab 104 v. Chr. datiert, obwohl viele Entwicklungen schon deutlich früher einsetzten. Wie bei den meisten Veränderungen des römischen Heerwesens wird heute eher von einer allmählichen „Evolution“ ausgegangen.
Im Zuge dieser Reformen änderten sich Organisation, Ausrüstung und Erscheinungsbild der Legionen nachhaltig. Beispielsweise wurde der Legionsadler als alleiniges Identifikationssymbol der Truppe eingeführt. Außerdem wurde das Mindesteinkommen (Zensus) für Rekruten gesenkt und später ganz abgeschafft. Die bisherige Einstufung nach Vermögensklassen fiel damit weg und die Soldaten mussten ihre Ausrüstung nicht mehr selbst beschaffen, sondern diese wurde vom Staat gestellt. Damit konnte die Rekrutierungsbasis erweitert werden, indem auch für Männer aus den ärmeren Bevölkerungsschichten (proletarii) der Zugang zum Militär möglich wurde.
Damit verlor auch die Einteilung der Legion in Truppenteile mit unterschiedlich guter Bewaffnung ihre Bedeutung. Stattdessen wurde für die Zuordnung innerhalb der Legion das Dienstalter maßgeblich. Die Rekruten begannen als Hastati, gehörten später zu den Principes und schließlich zu den Triariern. Somit gaben nun die Triarier nicht mehr als die am aufwändigsten Ausgerüsteten, sondern als erfahrenste Soldaten, der Truppe den Rückhalt.
Weiterhin wurde der große und langsame Tross, der ein Schwachpunkt der römischen Marschordnung gewesen war, erheblich verkleinert. Die Soldaten mussten ihr Gepäck nun selbst tragen. Nur für die Feld- und Biwakausrüstung für den Feldlagerbau hatte jedes Contubernium ein Tragtier. Die insgesamt etwa 540 Tragtiere mit ihren Tragtierführern folgten wohl jeweils direkt ihrer Zenturie oder dem Manipel. Der Tross bestand immer noch für das Gepäck der Stabsoffiziere und des Legionskommandanten, die Ausrüstung der Spezialisten (zum Beispiel Schmiedewerkzeug, Vermessungsinstrumente) und Feldgeschütze (Carrobalistae). Dieser Tross war nicht mehr für die Anschlussversorgung einer Legion berechnet, die nun mithilfe der von der Truppe mitgeführten Lebensmittel sichergestellt wurde.
Veteranen wurden nach ihrem in der Regel 16-jährigen Dienst vom Staat versorgt und bekamen wohl seit Marius regelmäßig ein Stück Land zugeteilt. Da die jeweiligen Heerführer diese Ansprüche gegenüber dem Senat politisch durchzusetzen vermochten, gerieten die Legionäre in ein enges Abhängigkeitsverhältnis zu ihrem Heerführer, die sogenannte Heeresclientel. Die persönliche Treue der Soldaten zum Heerführer wurde zunehmend wichtiger als die Loyalität zum Staat, was zur Bildung von Privatarmeen beitrug, wie sie die römischen Bürgerkriege prägten. Insofern wird die marianische Heeresreform als ein bedeutender Faktor für den Untergang der römischen Republik angesehen.

Gliederung einer römischen Legion zur Zeit der Republik (nach der Heeresreform des Marius)

Die Gliederung einer Legion nach der Reform des Marius:
1 Legion aus 10 Kohorten = 3600–6000 Mann;
1 Kohorte aus 3 Manipeln = 360–600 Mann;
1 Manipel aus 2 Zenturien = 120–200 Mann;
1 Zenturie mit 60 bis 100 Mann
Die Zusammenfassung von zwei Zenturien zu einem Manipel war zu dieser Zeit im Gefecht noch von taktischer Bedeutung. Das Kommando führte der ältere der beiden Zenturionen (der jeweilige Centurio prior). Jeder Legion waren zudem 300 Reiter (equites) zugeteilt. Nach dem Bundesgenossenkrieg (91–88 v. Chr.) stellten die italischen Bundesgenossen (Socii) keine eigenen Einheiten mehr. Seitdem bestand eine Legion nur noch aus etwa 6000 römischen Infanteristen. Verbündete und Söldner ersetzten die Reiterei und die leichten Fußtruppen (velites).
Das Oberkommando der Armeen, die oft in lange andauernden Kampagnen eingesetzt wurden, war durch die Einrichtung der Promagistrate gesichert, die das Heer anstelle der in Rom unabkömmlichen Konsuln führen konnten. Jedoch gab es keine feste Regelung für das ständige Kommando einer einzelnen Legion. Für diejenigen Legionen, die selbstständig operieren sollten, begannen die Heerführer deshalb, so genannte Legaten („Stellvertreter“) zu ständigen Legionskommandeuren zu ernennen. Anders als die Militärtribunen, bei denen es sich um Angehörige des Senatoren- bzw. Ritterstandes handelte, die noch am Anfang ihrer Karriere standen und meist wenig militärische Erfahrung mitbrachten, waren die Legaten kriegs- und befehlserfahrene Männer, die oft auch politisch mit dem sie ernennenden Promagistrat oder Konsul verbunden waren. Etwa seit dem Bundesgenossenkrieg wurde das Amt des ständigen Legionskommandeurs zur festen Institution, sodass die Tribunen, die damals noch regulär von der Volksversammlung gewählt wurden und formal auch die Befehlsgewalt über die Legion innehatten, in der Praxis zu reinen Stabs- und Verwaltungsoffizieren herabsanken.
Die mit diesen Reformen geschaffenen Grundzüge wurden auch durch die Reform des Augustus nicht wesentlich verändert, die aber für eine weitere Vereinheitlichung des römischen Heeres sorgte.

### Taktik
Solange die Legion noch als Phalanx organisiert war, kämpfte sie auch als solche, also als eine tief gestaffelte geschlossene Formation, in der die schwer gepanzerten Bürger in den ersten Reihen standen. Der Feind wurde in einem geschlossenen Massenansturm zunächst durch den „Lanzenwald“ getroffen und dann im Schwertkampf durch Massendruck überwunden.
Mit der Auflösung der geschlossenen Phalanx zur Manipularordnung bzw. später Kohortenordnung veränderte sich auch die Kampfweise gravierend. Die Legion stand dabei in Blöcken schachbrettartig aufgestellt in meistens zwei oder drei Treffen. Die vor der marianischen Reform noch leichter gepanzerten Hastati standen in den vorderen Gliedern und zogen sich nach dem ersten Anprall durch die Lücken in der Aufstellung der Principes zurück, wenn sie den Feind nicht überwinden konnten. Nach der Vereinheitlichung der Ausrüstung fiel dieser taktische Zug weg und der eröffnende Angriff leichter Infanterie oder durch Plänkler kam nun Hilfstruppen zu.
Das Pilum wurde auf Kommando aus einer Entfernung von ca. 10 bis 20 Schritt geschlossen in den Feind geworfen, um seine Reihen zu öffnen und seine Schilde zu beschweren. Anschließend erfolgte der Kampf mit dem Gladius (Kurzschwert), dazu gingen die Legionäre von der offenen in die geschlossene Ordnung über.
Als letztes Treffen standen die immer noch mit der Hasta bewaffneten Triarii. Sie schufen mit ihren schräg in den Boden gerammten Lanzen einen Wall, der die letzte Verteidigungslinie bildete, sollten auch die Principes nicht standhalten können.

## Die Legion der frühen und hohen Kaiserzeit (27 v. Chr. bis 284 n. Chr.)

### Gliederung
Seit der Heeresreform des Marius (104–102 v. Chr.) war die römische Armee in Legionstruppen (in denen römische Bürger als schwere Infanterie dienten) und Auxiliareinheiten (Hilfstruppen) verbündeter oder unterworfener Völker gegliedert und wandelte sich in eine Berufsarmee, die unter Kaiser Augustus zum stehenden Heer wurde. Nach der Reform der Legion in der römischen Kaiserzeit (27 v. Chr. bis 284 n. Chr.) (Verdoppelung der ersten Kohorte zu einer Cohors miliaria und Unterstellung einer 120 Mann starken Reiterabteilung) bestand die römische Legion aus einer Standardgröße von knapp 5.500 Mann.

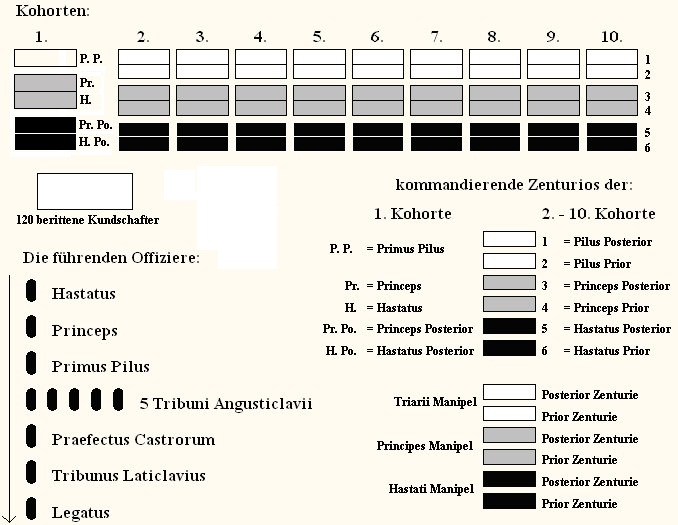
Gliederung einer römischen Legion zur Kaiserzeit

Die Legion (Sollstärke) setzte sich zusammen aus (siehe dazu auch die Grafik):
Legionstruppen (5500 Mann):
1. Kohorte (800 Mann):
5 Doppel-Zenturien à 160 Mann
2. bis 10. Kohorte (9 Kohorten zu je 480 Mann – insgesamt 4320 Mann):
je Kohorte 6 Zenturien bis 80 Mann
Kavallerie (120 Mann):
4 Reiterabteilungen (Turmae) bis 30 Mann. Sie dienten in erster Linie zur Aufklärung und als Meldereiterei.
Offiziere im Stab und Stabssoldaten (250 Mann)
Auf Feldzügen kam meistens etwa die gleiche Anzahl an Hilfstruppen hinzu, die nicht zur Legion gehörten, jedoch durch den Legaten kommandiert wurden:
Auxiliartruppen (rund 5000 Mann):
Kohorten (Infanterie)
10 Kohorten
Kavallerie (Ala)
16–24 Abteilungen (Turmae)
Cohors Equitata (gemischte Einheit aus Infanterie und Kavallerie).
So kam eine Legion inklusive Hilfstruppen und Tross bei Vollbesetzung auf knapp 11.000 Mann.

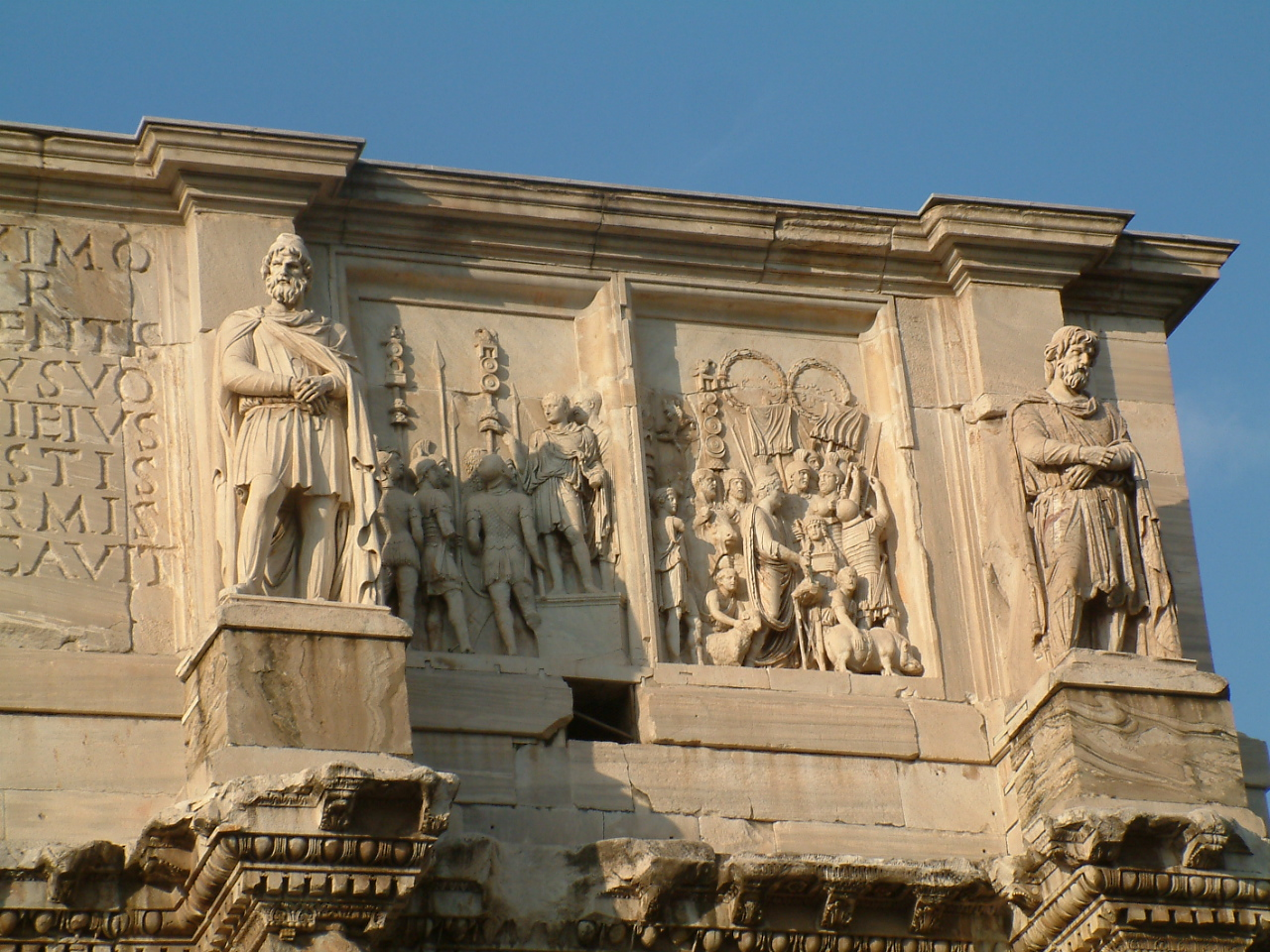
Detail vom Konstantinsbogen mit zum Teil neuzeitlich ergänzten Feldzeichen

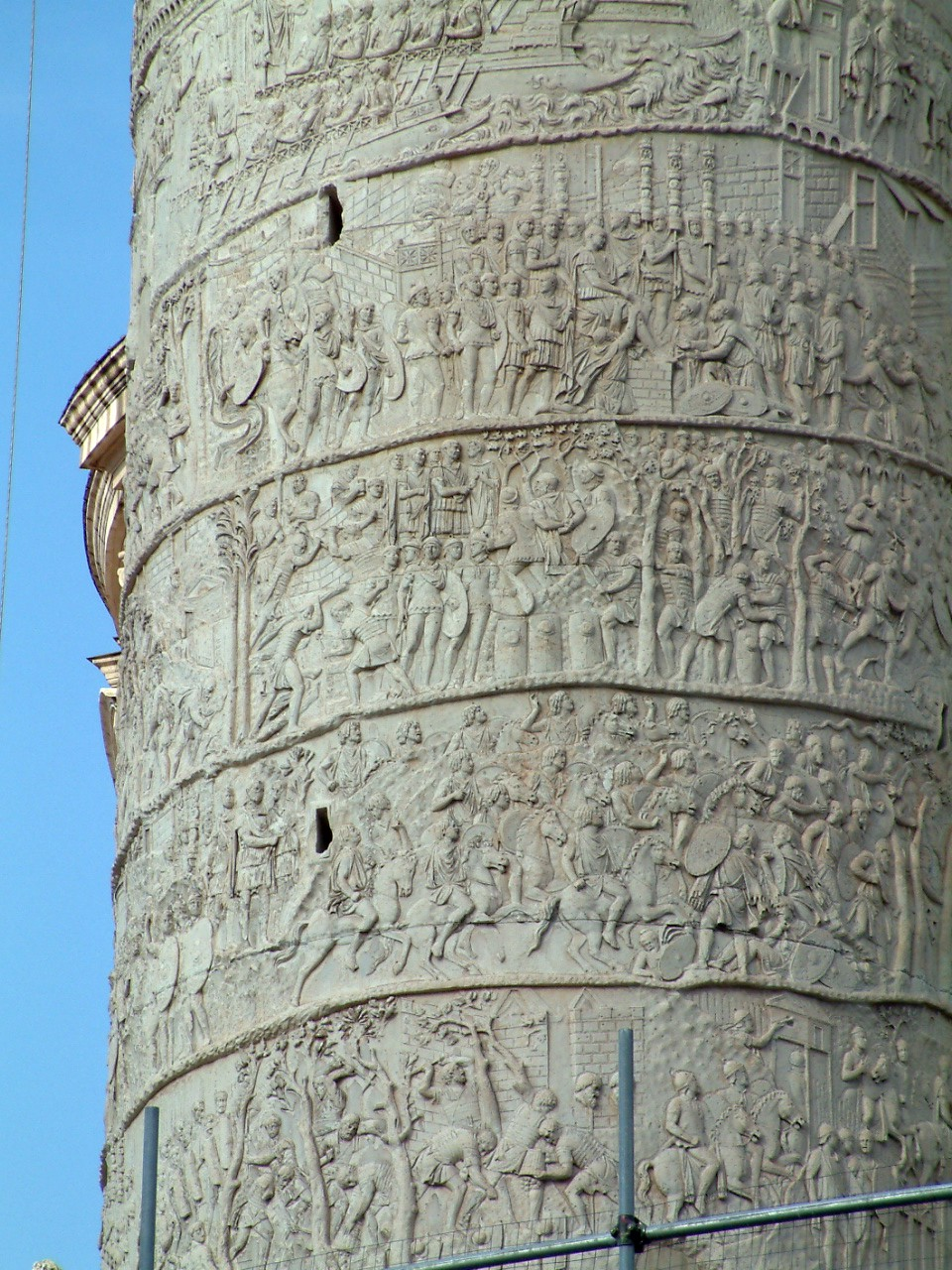
Detail der Trajanssäule mit Szenen aus dem Dakerkrieg

Die Feldzeichen (signa) genossen göttliche Verehrung und wurden daher besonders geschützt. Auf dem Marsch und im Kampf wurde jedes Feldzeichen, darunter solche mit S.P.Q.R. Hoheitszeichen, von einem signifer getragen. Das wichtigste Feldzeichen war dabei der Legionsadler (aquila), der vom aquilifer getragen und geschützt wurde. Insbesondere in der 1. Centurie, aber auch in der ganzen 1. Kohorte, in der der Legionsadler geführt wurde, dienten daher nur ausgewählte Soldaten. Die Zusammenfassung von zwei Zenturien zu einem Manipel blieb nominell noch bestehen, verlor aber im Laufe der frühen Kaiserzeit zu Gunsten der Kohorte ihre taktische Bedeutung.
Die Einheiten der Auxiliartruppen waren stärkeren Unterschieden als die Legionstruppen unterworfen, da sie teilweise über spezielle Ausrüstung verfügten (zum Beispiel Bogenschützen) oder an die typischen Gegebenheiten der Herkunftsländer angepasst waren. Gewöhnlich waren die Auxiliareinheiten nicht mit den Legionen zusammen, sondern in eigenständigen Lagern (Castra) untergebracht, etwa am Limes.
Die Legionen verfügten selbst auch über spezialisierte Truppenteile wie Geschütze oder Sanitäter und über einen Tross zur Versorgung der Legion. Der umfangreiche Verwaltungsapparat einer Legion übernahm dabei üblicherweise auch Aufgaben der Verwaltung in ihrer Provinz. Die Legionen waren außerhalb von Feldzügen fast ständig mit Ordnungsaufgaben und Baumaßnahmen in den Provinzen beschäftigt. Die Verwaltung rekrutierte sich aus den aktiven Soldaten der jeweiligen Einheiten.
Ab dem 2. Jahrhundert n. Chr. wurde immer öfter eine neue Art von Auxiliartruppen aufgestellt, die Numeri, deren Stärke beträchtlich unter der der bisherigen Auxiliartruppen lag (etwa ein Drittel). Auch diese Truppen wurden selbstständig in kleineren Kastellen eingesetzt.

### Hierarchie
Die Legion wurde von einem Stab aus elf Offizieren geführt. Das Kommando hatte ein Legat aus dem Senatorenstand, entweder der Statthalter der Provinz (legatus Augusti pro praetore) oder — in Provinzen mit mehreren Legionen – ein legatus legionis. Die in Ägypten stationierten Legionen wurden von Präfekten aus dem Ritterstand kommandiert. Dem Legaten stand ein Tribunus Laticlavius (ebenfalls aus dem Senatorenstand) als Stellvertreter zur Seite. Im festen Lager rangierte dahinter der Praefectus castrorum (Lagerkommandant), der höchste Dienstgrad, den ein Nichtadeliger erreichen konnte. In der taktischen Befehlskette schlossen sich fünf Tribuni Angusticlavii aus dem Ritterstand an.
Dahinter waren noch die Centurionen der ersten Kohorte den übrigen Centurionen Vorgesetzte, vor allem der Primus Pilus, der höchste aller Zenturionen, aber auch die beiden Primi Principes und die beiden Primi Hastati, die Centurionen der anderen Centurien der ersten Kohorte. Die Unterschiede waren allerdings vor allem in sozialem Rang und Sold spürbar. Die Centurionen der übrigen Centurien bildeten nur noch Hierarchien zwischen den Priores und Posteriores der einzelnen Manipel.
Innerhalb der Centuria gab es noch eine Vielzahl von Dienstgraden, die entweder dort oder bei Abkommandierungen erreicht werden konnten. Es sind über 100 Dienstgrade oder Funktionsbezeichnungen bekannt, die allerdings nicht alle gleichzeitig existierten. Die Dienstgrade wurden allgemein durch Rangabzeichen verdeutlicht. Dazu gehörten schmale und breite purpurfarbene Streifen (Clavi) für Feldherren und hohe Offiziere. Über die Jahrhunderte gab es auch in diesem Bereich starke Veränderungen, so dass beispielsweise spätantike Darstellungen nicht mit denen des Prinzipats gleichgesetzt werden dürfen. Bereits die Darstellung eines opfernden Tribuns aus Dura Europos, das in die Zeit vor 239 n. Chr. verweist, zeigt den Offizier mit einer weißen Tunika ohne Purpurstreifen. Auch die Feldbinde (Cinctorium) aus organischem Material gehört zu den Rangabzeichen hoher Offiziere mit Kommandobefugnissen und wurde über dem Muskelpanzer getragen.

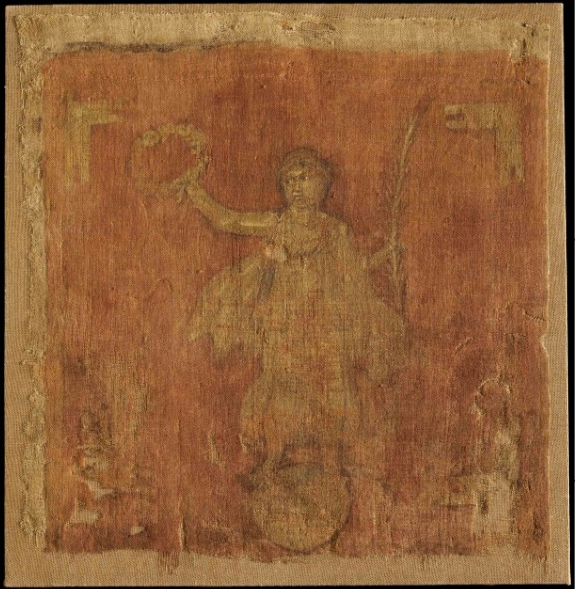
Das einzige bekannte, erhaltene römische Vexillum aus dem 3. Jahrhundert n. Chr. Puschkin-Museum, Moskau

Einen interessanten Blick auf die Farblichkeit der Uniformierung eines Aquilifers und eines Vexillarius der Legio II Adiutrix zur Zeit Caracallas bietet ein 2002 in Budaörs, Ungarn, geborgener Soldatensarkophag mit Farbresten. Der Aquilifer trägt in seiner rechten Hand das namensgebende Feldzeichen mit einem nach rechts blickenden roten Legionsadler aquila legionis, der leicht gehobene Schwingen zeigt und auf einem ockerfarbenen Postament befestigt ist, das wiederum von einer blauen Feldzeichenstange gehalten wird. Die Realitätsnähe dieses Feldzeichens bezeugt der Adler, der in dieser Haltung auch auf der Grabstele eines anderen, während der Partherkriege Caracallas gefallenen Aquilifers derselben Legion, in Byzantion abgebildet ist. Der Aquilifer aus Budaörs trug eine weiße Tunika mit langen Ärmeln (tunica manlicata), die keine Rangabzeichen zeigt. Der Militärgürtel wird von der locker darüberliegenden Tunika vollständig verdeckt. Bei dem Aquilifer aus Byzantion ist ein Ringschnallen-Cingulum zu erkennen. Die lange Hose (braccae) des Soldaten ist rot gefärbt. Zur Ausrüstung gehört außerdem ein ockerfarbener Militärmantel (sagum). Der Sarkophag zeigt auch einen Vexillarius mit dem roten Vexillum. Die Uniformierung und Farbigkeit ist dieselbe wie bei dem Aquilifer. Als ein weiteres Detail haben sich an dem sichtbaren Ringschnallen-Cingulum des Vexillarius rote Farbreste erhalten.

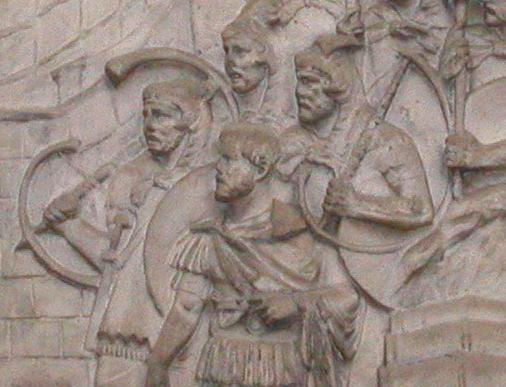
Cornicines auf der Trajanssäule

Der einfache Soldat wurde als miles gregarius bezeichnet („Legionär“ ist eine moderne Wortschöpfung, abgeleitet vom lateinischen [miles] legionarius, das alle Soldaten einer Legion bezeichnen konnte). Die nächste Stufe waren die immunes, die vom normalen Tagesdienst (Wache) befreit, aber noch keine Vorgesetzten waren. In der Centurie waren dies der Hornbläser cornicen und der Waffenwart custos armorum, daneben gab es aber immunes auch im Stabsdienst oder in der zivilen Verwaltung. Man kann sie nach heutigem Verständnis mit höheren Mannschaftsdienstgraden vergleichen.
Als principalis erhielt der Legionär dann einen höheren Sold und Vorgesetztenfunktion. In einer Centuria gab es als Stellvertreter des Centurio den optio, der auch optio ad spem, ein zur Beförderung zum Centurio heranstehender Optio, sein konnte. Rangmäßig über dem Optio, aber nicht als weisungsbefugter Vorgesetzter, stand der signifer, der Feldzeichenträger. Weiterhin gab es noch einen tesserarius, eine Art Kompaniefeldwebel. Der tesserarius erhielt den anderthalbfachen Sold eines Legionärs (sesquiplicarius), Signifer und Optio den doppelten Sold (duplicarius).

### Akklamation zum Imperator und Triumph
Die Akklamation zum Imperator konnte seit dem späten 3. Jahrhundert n. Chr. nur durch römische Truppen erfolgen. In der späteren Kaiserzeit wurde die Rolle des Senats bei der Erhebung neuer Herrscher immer unwichtiger. Kaiser und Gegenkaiser wurden in der Zeit der Reichskrise des 3. Jahrhunderts n. Chr. in der Regel von den Legionen ausgerufen (Soldatenkaiser). Die Prätorianergarde, die im römischen Kaiserreich zeitweise eine erhebliche Machtfülle erreichte und einige Kaiser ermordete (zum Beispiel Caligula oder Balbinus), war keine Legion, sondern eine Verfügungstruppe, ähnlich wie weitere in Rom stationierte Einheiten (Stadtkohorten, Vigiles, kaiserliche Leibwächter).
Ein Römischer Triumph (lateinisch triumphus) war im antiken Rom der feierliche Einzug eines siegreichen Feldherrn, der von seinen Soldaten zum Imperator ausgerufen worden war, in die Stadt Rom. Im übertragenen Sinn werden Siegesfeiern in den verschiedensten Zusammenhängen als Triumph bezeichnet. Ein Staatssklave, der hinter dem Triumphator auf dem Wagen stand, hielt dem Imperator, heißt es, die sonst im Jupiter-Tempel aufbewahrte goldene Eichenlaubkrone (corona Etrusca) über das Haupt und mahnte ihn ununterbrochen: Respice post te, hominem te esse memento („Sieh dich um; denke daran, dass auch du ein Mensch bist“), auch in anderer Form memento mori.

### Standorte
Es sind rund 50 Legionen namentlich bekannt, allerdings existierten bis ins 3. Jahrhundert üblicherweise höchstens 35 Legionen gleichzeitig. Jede Legion besaß eine Nummer und einen Namen. Teilweise waren Nummern mehrfach vergeben, da in Bürgerkriegszeiten jede Partei eigene Legionen aufstellte. In der Kaiserzeit wurden die Legionen daher auch durch ihre Beinamen unterschieden. Weiterführende Informationen dazu enthält die Liste der römischen Legionen.
Die Standorte der Legionen veränderten sich im Laufe der Zeit in dem Maße, in dem sich die Bedrohungen veränderten, denen die Reichsgrenzen ausgesetzt waren. Unter Kaiser Tiberius lagen 23 n. Chr. acht Legionen am Rhein, sechs im Balkangebiet und an der Donau, drei in Hispanien, je zwei in Africa (von denen eine wenig später nach Pannonien verlegt wurde) und in Ägypten sowie vier zur Sicherung der Ostgrenze in Syrien. Später verlagerte sich der Schwerpunkt vom Rhein zur Donau, während die Flavier die Ostgrenze zu den Parthern arrondierten und in Kleinasien zusätzliche Truppen stationierten. In der Spätantike veränderte sich die Verteilung der Legionen aufgrund der Neuorganisation des Heeres erneut, wobei die Legionen des spätrömischen Reiches nur noch wenig mit denen der frühen und hohen Kaiserzeit gemein hatten (siehe unten).

### Ausrüstung

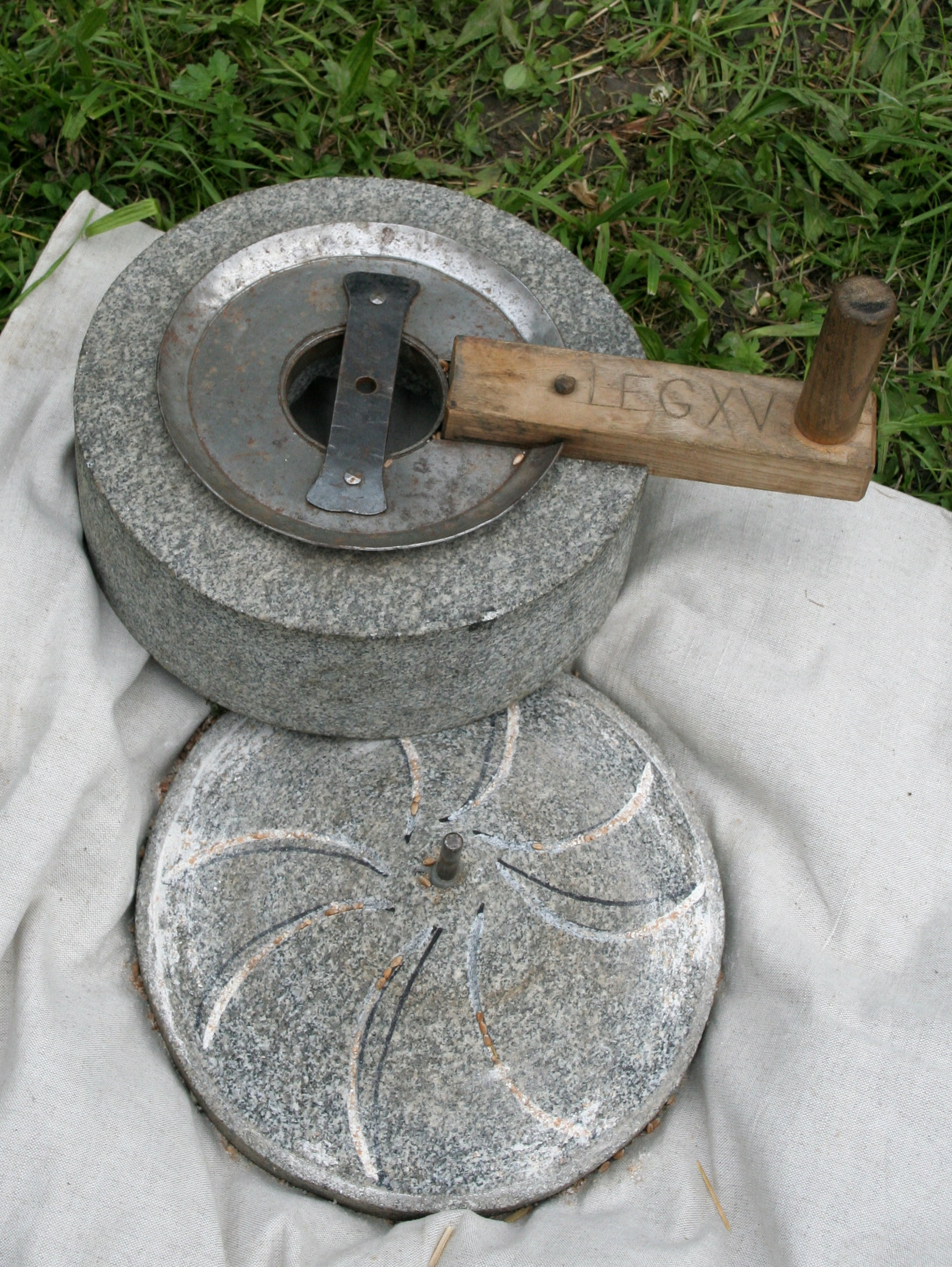
Nachbau einer römischen Handmühle

Der Legionär der frühen und hohen Kaiserzeit verfügte über ein umfangreiches Arsenal an Waffen, Schutzausrüstung, Schanzwerkzeug und persönlicher Ausrüstung. Seine Ausrüstung war im Laufe der Jahrhunderte starken Veränderungen unterworfen, bedingt sowohl durch die Wechsel in der Struktur des Staates und der Armee als auch durch die jeweiligen Feinde und durch kulturelle Einflüsse.
Zur Kaiserzeit verfügte jede Zeltgemeinschaft (Contubernium) über ein Maultier, auf dem die gemeinsame Ausrüstung der Zeltgemeinschaft mitgeführt wurde. Dies war ein Lederzelt, eine Handmühle (das Getreide wurde ungemahlen ausgegeben), evtl. zusätzliche Verpflegung sowie Schanzausrüstung für die Errichtung eines Marschlagers.
Grundsätzlich verfügte die Zeltgemeinschaft über einen „Mulio“, der sich als Helfer neben dem Zeltaufbau auch um das Maultier kümmerte. Insgesamt wird die Anzahl dieser „Helfer“ pro Legion auf über tausend geschätzt, da insbesondere der Tross und die Reitereinheiten über eine erhebliche Anzahl von Pferdeknechten verfügt haben müssen. Der Status dieser „Helfer“ ist nicht ganz geklärt; man nimmt an, dass es sich überwiegend um Sklaven gehandelt hat, die aber durchaus über Stichwaffen zum Eigenschutz verfügten.
Die Legionen verfügten außerdem über verschiedene Handwerker (Fabri), die sicherlich eine Vielzahl von Spezialwerkzeugen mitführten.

#### Waffen und Rüstung

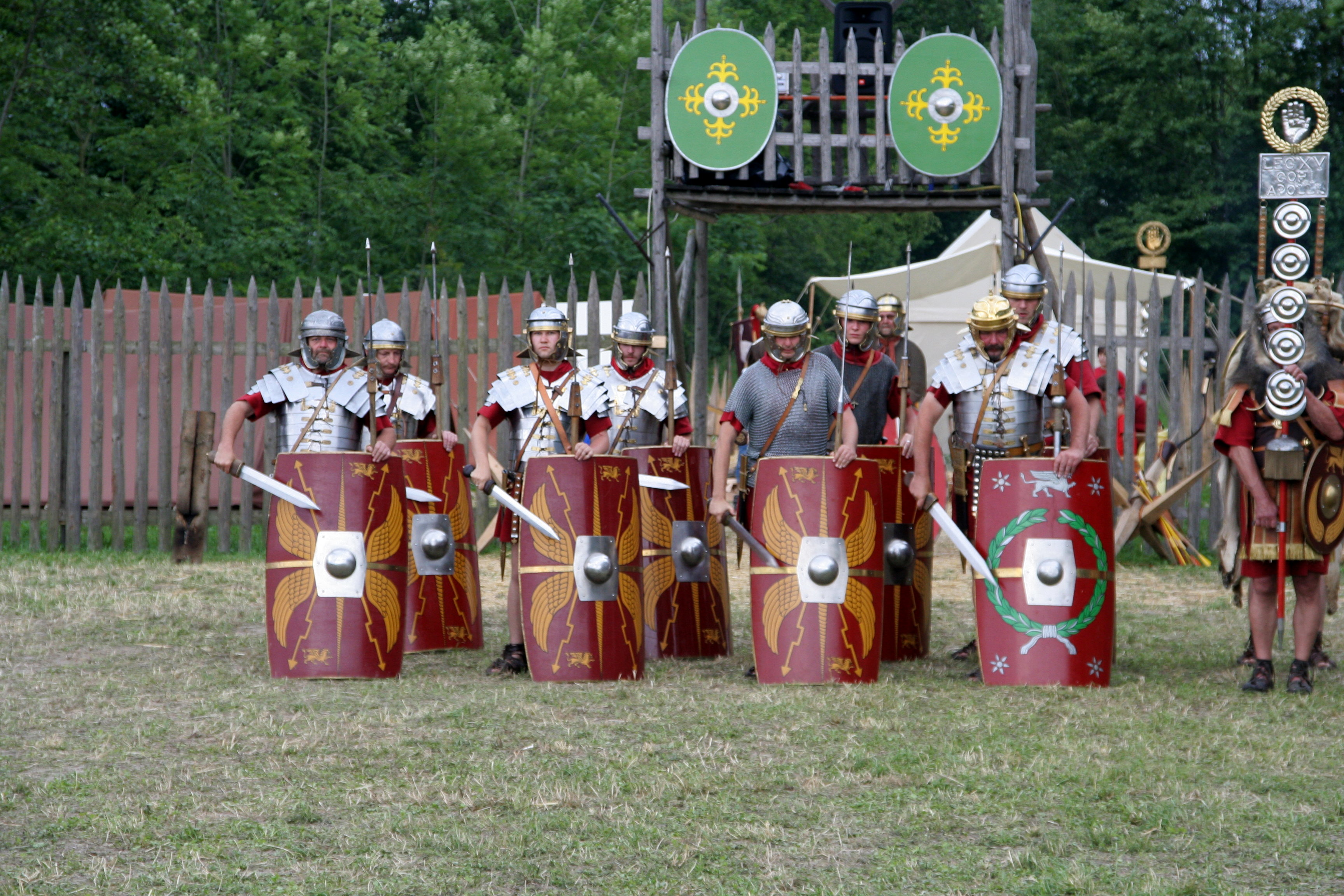
Rekonstruktion der Ausrüstung um 70 n. Chr.

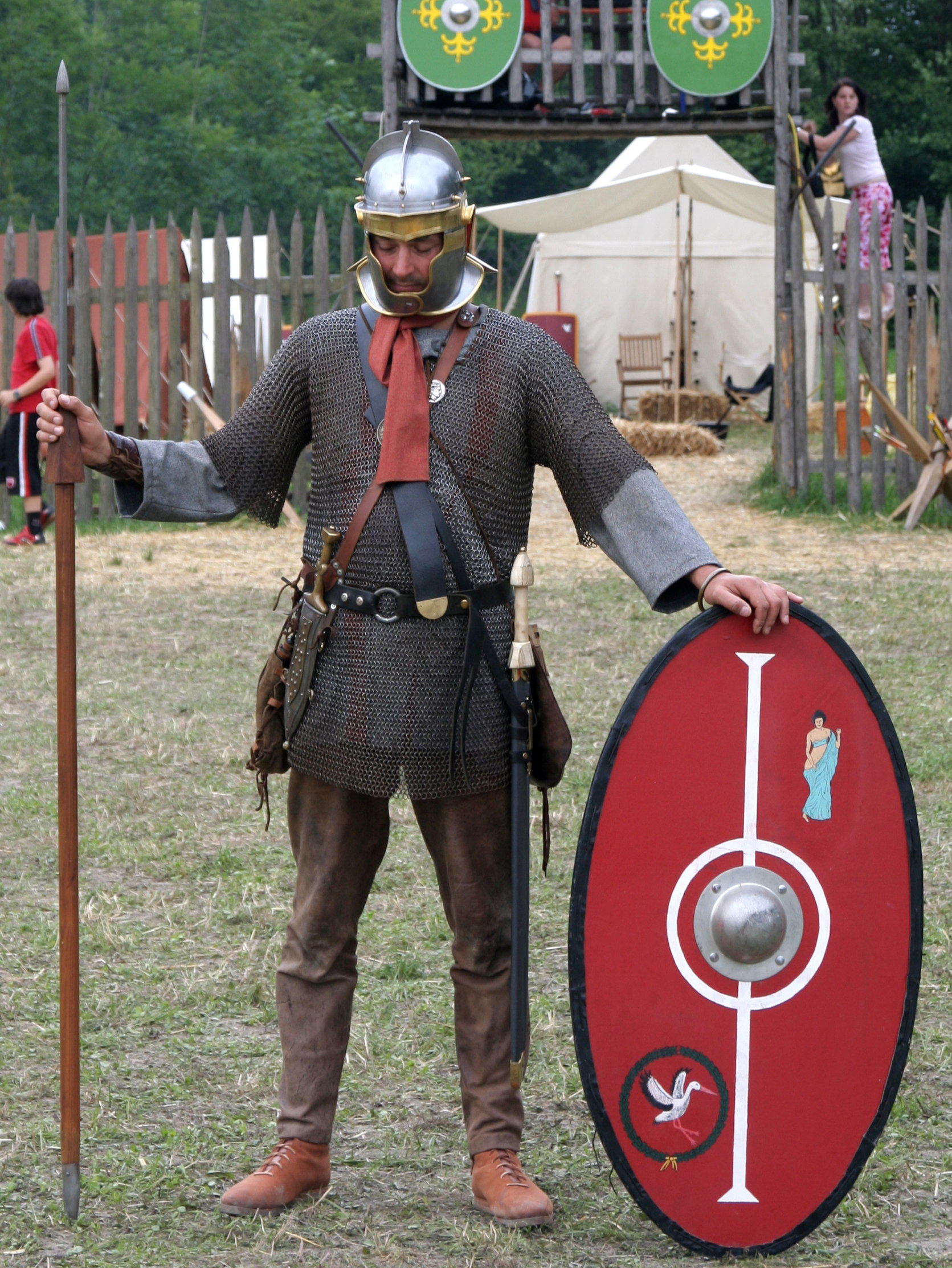
Rekonstruktion der Ausrüstung eines Auxiliarsoldaten um 175 n. Chr.

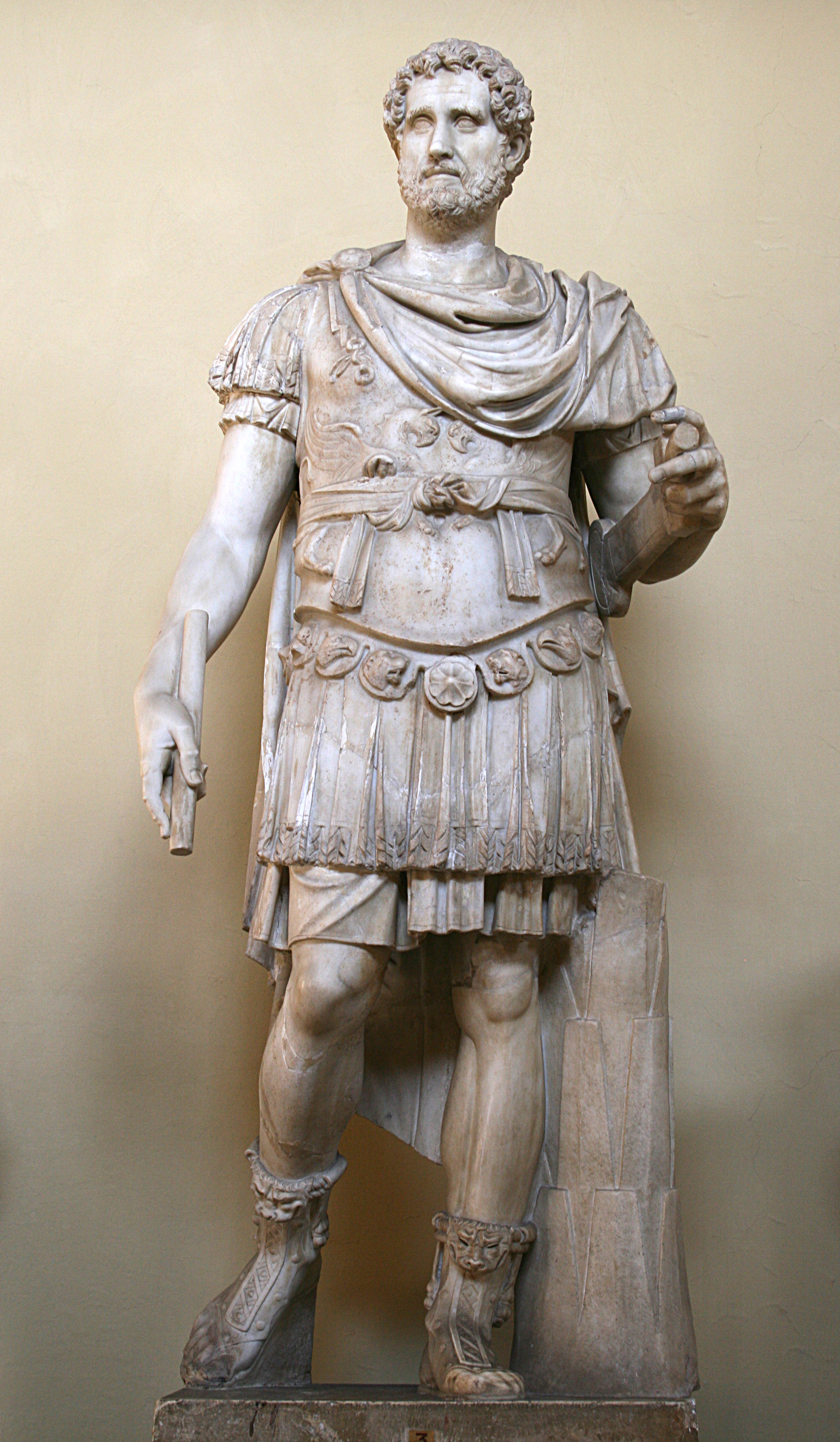
Künstlerisch übersteigerte Darstellung einer Offiziersrüstung

Waffen und Ausrüstung waren in der Kaiserzeit stark standardisiert, wobei die Qualität der einzelnen Ausrüstungsteile variieren konnte. Hochwertige oder verzierte Waffen und Rüstungsteile wurden auch als Auszeichnungen vergeben. Die Ausrüstung unterschied sich im Prinzip innerhalb der Legionsgliederungen (Hastati, Principes, Triarii) nicht mehr, sondern nur noch zwischen den Dienstgradgruppen.

##### Mannschaften
Die Mannschaften erhielten als Körperpanzerung eine Lorica hamata (Kettenhemd) oder Lorica squamata (Schuppenpanzer), vom 1. bis 3. Jahrhundert n. Chr. auch eine Lorica segmentata (Schienenpanzer). Dazu kam eine Galea oder Cassis (Helm). Die Kosten hierfür wurden meist vom Sold abgezogen. Zunächst konnten diese mit einem bunten Haar- oder Federbusch auf der Mitte verziert werden. Später fehlte diese Möglichkeit oft. Der wichtigste Schutz war das Scutum, ein großer rechteckiger Schild aus Holz, überspannt mit verziertem Leder oder Filz, sowie mit eisernem Schildbuckel.
Der Gladius, ein Kurzschwert mit ca. 50 cm Klingenlänge, das auf der rechten Seite getragen wurde, war lange Zeit die kennzeichnende Waffe der Legion. Abweichend davon trugen die Centurionen den Gladius auf der linken Seite. Ab dem 2. Jahrhundert wurde es langsam durch die längere Spatha verdrängt, die zunächst nur bei der Reiterei verbreitet war. Außerdem trug jeder Legionär zwei Pila (Wurfspieße). In der späteren Kaiserzeit wurde auch die Hasta (Speer) für Teile der Legion wieder eingeführt. Dazu kam noch ein Pugio (Dolch).
Die Kavallerie und einige Auxiliartruppen (vor allem Germanen) verwendeten schon früher die Spatha und hatten auch abgewandelte Körperpanzerungen und runde Schildformen (Parma). Funda (Schleuder) und Bogen waren zwar auch bei den Legionen im Einsatz, normalerweise wurden jedoch spezialisierte Auxiliareinheiten damit ausgerüstet.

##### Centurionen
Die Centurionen trugen im Prinzip die gleiche Ausrüstung wie die Mannschaften, jedoch wahrscheinlich insgesamt aufwändiger gearbeitet und verziert. Sie trugen ihr Schwert auf der linken Seite. Zusätzlich hatten sie Beinschienen und führten wahrscheinlich keine Pila mit. Ihr Helm war mit einem querstehenden Kamm aus gefärbtem Pferdehaar gekennzeichnet (crista transversa).

##### Stabsoffiziere
Die Schutzausrüstung der Offiziere war sehr individuell und trug vor allem dem Bedürfnis nach Repräsentation Rechnung. Was ihre Schutzwirkung anging, blieb sie vermutlich deutlich hinter der Ausrüstung der Mannschaften und Centurionen zurück, da die Repräsentation und wohl auch der Tragekomfort eine Rolle spielte. Typisch waren prächtige Rüstungen im Stil des griechischen Muskelpanzer aus Bronze mit einem Schurz aus metallbeschlagenen Lederstreifen (Pteryges). Als Helm wurde oft ein ebenfalls griechischen Vorbildern folgender sogenannter „pseudoattischer“ Typ mit dem typischen längs verlaufenden Kamm verwendet. Sie führten keine Pila und wahrscheinlich keinen Schild mit.

#### Schwere Waffen
Schwere Waffen wie Katapulte, Ballistae und Onager oder Belagerungstürme wurden auf Feldzügen in der Regel vor Ort hergestellt. Dass dafür nötige Bestandteile (Beschläge, Winden usw.) mitgeführt wurden, ist nicht belegt, jedoch anzunehmen. Die Legionen zur Kaiserzeit führten normalerweise 55 leichte Geschütze, sogenannte Karrenballisten (Carroballistae), sowie 10 Onager mit.

#### Schanzwerkzeug
Jedes Contubernium führte eine Vielzahl von Ausrüstungsgegenständen zum Errichten geschützter Lager mit sich. Laut Flavius Josephus trug jeder Soldat neben seiner militärischen Ausrüstung und dem Marschgepäck eine Pionieraxt, einen Korb, einen Spaten, einen Strick, eine Kette, eine Säge und eine Sichel (offensichtlich der Rasenstecher) mit sich. Es erscheint unglaubwürdig, dass der römische Infanterist mit einem solchen zusätzlichen Gewicht hätte marschieren können. Die Forschung geht daher davon aus, dass diese zusammen mit der weiteren Gruppenausrüstung und Verpflegung auf das Maultier des Contuberniums aufgelastet wurde. Dieses Tragtier wurde von einem Mulio geführt, der für dessen Versorgung, das Aufstellen des Zeltes und möglicherweise die Zubereitung der Verpflegung zuständig war. Wie Experimente zeigten, hat sich vermutlich das Contubernium das Schanzwerkzeug zwei Hacken, zwei Rasenstecher, einen Spaten, zwei Körbe und einen schweren Hammer geteilt. Nicht erwähnt wurde von Flavius Josephus das Zelt der Teileinheit mit den Eisenheringen, die Handmühle des Contuberniums sowie die Pila muralia (Schanzpfähle), bei denen die Mehrzahl der Forscher annimmt, dass jeder Soldat für zwei Pfähle, insgesamt rund 4,9 kg, verantwortlich war, was bedeuten würde, dass das Maultier des Contuberniums mit 16 Pfählen belastet worden ist. Dies wäre auch praktisch problemlos möglich gewesen.

#### Persönliche Ausrüstung
Die Bekleidung des Legionärs bestand neben den oben angeführten Rüstungsteilen aus einem kurz- oder langärmeligen Untergewand (Tunica) aus Wolle. Darüber wurde der aus schwerer, verfilzter Wolle hergestellte Umhang der römischen Soldaten Paenula oder Sagum getragen. Der oft reich verzierte Gürtel (Cingulum) war auch Schwertgurt und kennzeichnete den Soldaten, auch wenn er keine Rüstung trug. Die zwei Militärgürtel für den Dolch und das Schwert wurden im Lauf des 1. Jahrhunderts n. Chr. auf einen reduziert. Das Schwert wurde dann am Balteus, einem Bandelier, getragen. Als Synonym für den Militärdienst galten die genagelten Sandalen (Caligae), seit dem 2. Jahrhundert n. Chr. wurden auch geschlossene Schuhe und Stiefel getragen. Um den Hals wurde ein Tuch (Focale) geschlungen. Eine Feldflasche (Laguncula), ein Topf (Situla) und eine Kasserolle (Patera) sowie die Verpflegung wurden in einem Sarcina genannten Sack transportiert.

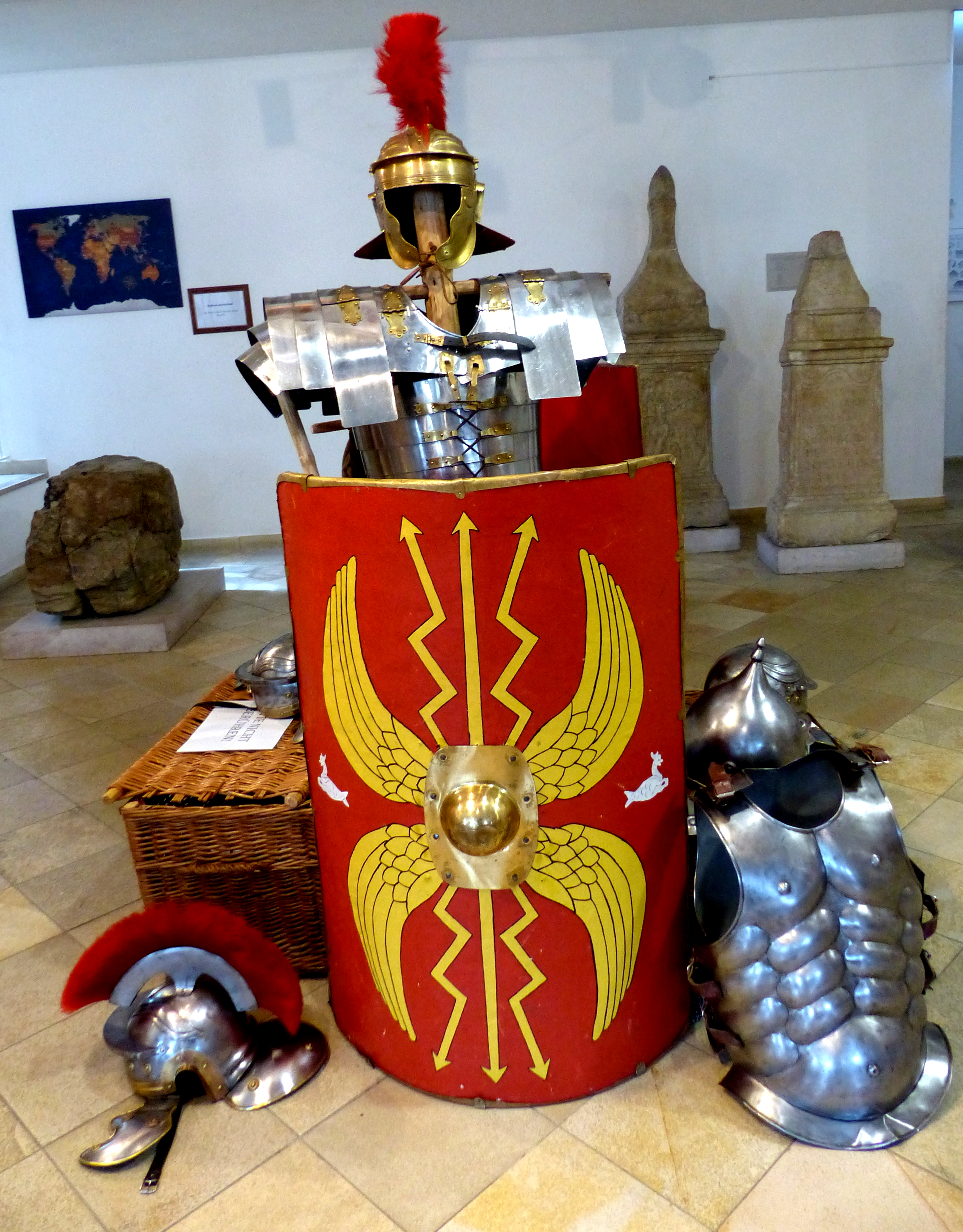
Rekonstruierte Bewaffnung eines römischen Legionärs. Römermuseum Bedaium, (Seebruck (Oberbayern))

Je nach Einsatzgebiet kamen noch andere Ausrüstungsgegenstände hinzu, wie Strümpfe, Gamaschen oder Hosen (feminalia). Letztere wurden zunächst von der Reiterei regelmäßig getragen, setzten sich ab dem 2. Jahrhundert n. Chr. aber auch in den Legionen allgemein durch. Sie gehörten aber noch in der Spätantike nicht zur Standardausrüstung.
Um den erheblichen Wasserbedarf eines Legionärs von vier bis acht Litern pro Tag decken zu können, wurden die Marschrouten meist entlang von Seen oder Flüssen geplant. Funde weisen darauf hin, dass Teile der augusteigschen Legion kleine persönliche Holzfässer mit einem Fassungsvermögen von bis zu 3,5 Litern mit sich trugen, um die persönliche Wasserration mitführen zu können.

### Marschordnung

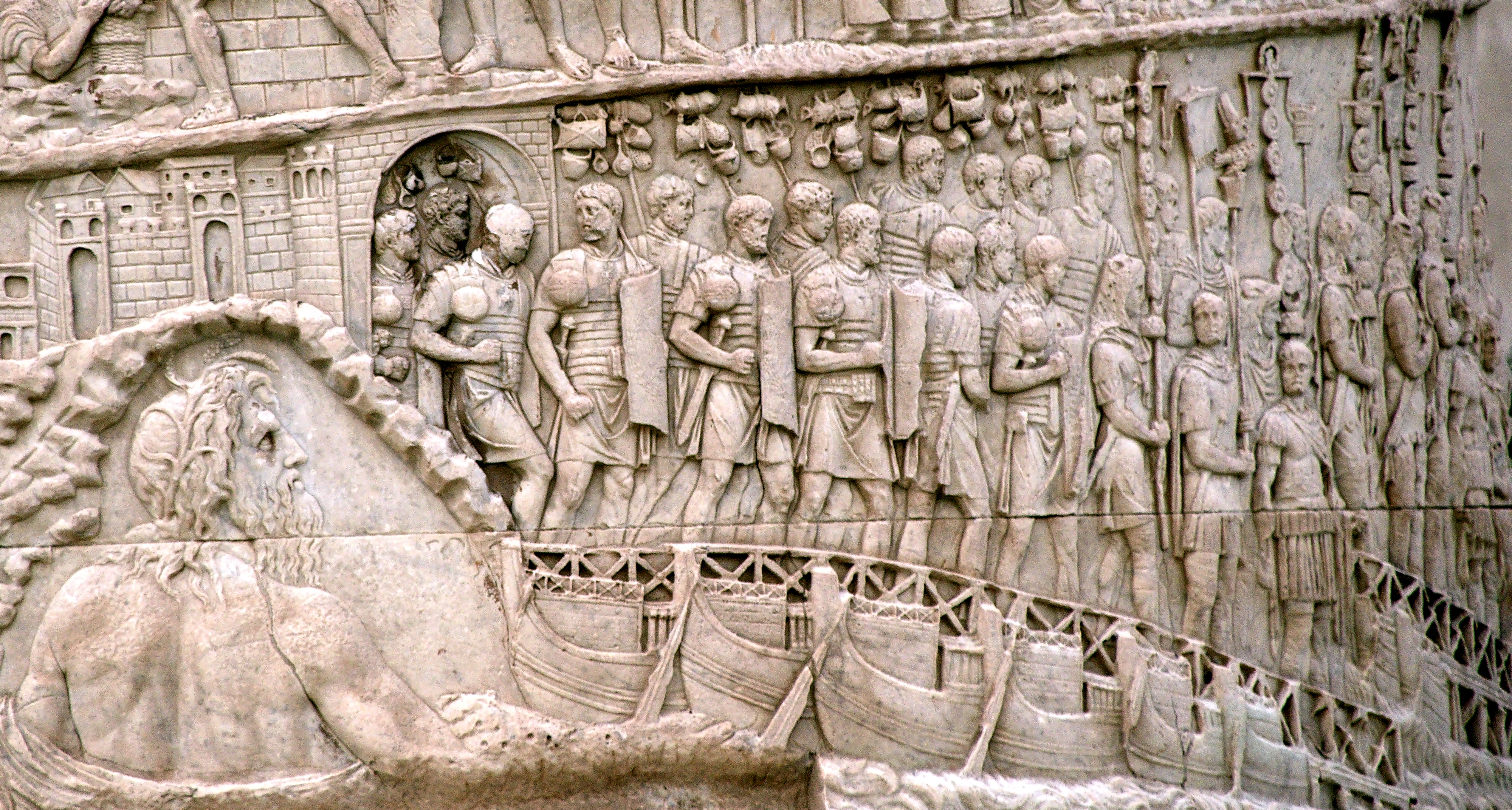
Die Legion in angedeuteter Marschformation auf der Trajanssäule

Quellen für die Marschordnung einer römischen Armee finden sich in Beschreibungen von Polybios, Gaius Iulius Caesar und Flavius Josephus. Caesar richtete sich an gut informierte Leser und gab deshalb nur wenige Details. Polybios und Josephus geben als Nicht-Römer einen vollständigeren Blick auf die römische Organisation. Ihre beiden Berichte weichen dabei nur wenig voneinander ab, was nahelegt, dass die Römer ihre Marschordnung im Großen und Ganzen über 200 Jahre fast unverändert ließen.
Leichtbewaffnete Infanterie und Kavallerie der Auxiliartruppen wurden der Armee in kleinen Gruppen vorausgeschickt und sicherten diese an den Flanken der Marschkolonne. Diese Einheiten mussten schnell und beweglich sein. Ihre Aufgabe war die Aufklärung und Sicherung, neben der Geländeerkundung. Josephus beschreibt dann die Vorhut, die sich aus einer Legion und einer Abteilung der Reiterei zusammensetzte. Die dafür eingesetzte Legion wurde täglich durch das Los bestimmt. Dahinter kamen Abordnungen aller Zenturien der Armee, die das Lager absteckten, und die Pioniere, um etwaige Hindernisse wie Flüsse zu überwinden und Wegbereitung.
Diesen folgten der General und sein Stab. Zu seinem Schutz wurden Hilfstruppen, Reiterei und Infanterie eingesetzt. Schon Polybios beschrieb den Einsatz der verbündeten Truppen für diese Zwecke.
Das Gepäck der Stabsoffiziere wurde in die Mitte der Marschordnung eingefügt und von starken berittenen Einheiten bewacht, da dieses einen militärischen Schwachpunkt darstellte. Das Gepäck war zum einen ein beliebtes Angriffsziel, das reiche Beute versprach. Zum anderen bestand bei dessen Verlust die Gefahr, dass Soldaten ihre Reihen verlassen könnten, um ihr Hab und Gut zurückzuerobern. Direkt hinter dem General und seiner Bagage folgte die Reiterei der Legionen.
Anschließend kamen die Legaten und Tribune, gefolgt von den restlichen Legionen der Armee. Jede Legion wurde von ihrem Aquilifer und den restlichen Standartenträgern angeführt. Diese wurden nach Darstellungen auf der Trajanssäule vermutlich von den Hornisten und Trompetern begleitet. Die Legion wurde beim Marsch, abhängig von den zur Verfügung stehenden Straßen oder Wegen, in die Länge gezogen. Das Gepäck, vor allem die Biwak- und Pionierausrüstung des Contuberniums der Legionäre, von der Zeltgemeinschaft auf ein Maultier verladen und von einem Maultierführer begleitet, folgte vermutlich unmittelbar der Kohorte, da dieses unmittelbar nach Eintreffen im Feldlager für den Biwak- und Feldlagerbau zur Verfügung stehen musste.
Am Ende des Zuges marschierten als Nachhut die restlichen Abteilungen der Hilfstruppen. Ein Tross von beträchtlicher Größe aus Marketendern, Sklavenhändlern, (illegitimen) Familien der Soldaten usw. folgte meist der Armee.
Beispiele für die Marschordnung finden sich auch bei Caesars Feldzug gegen die Belger. Im Unterschied zu Titus’ Truppen in Samaria ließ Caesar aufgrund des direkten Kontakts mit dem Feind sechs Legionen die Vorhut bilden und reihte nur die zwei unerfahrenen, neu ausgehobenen Legionen hinter dem Tross ein. Auch Tacitus kommentierte die Marschordnung beim Feldzug der Rheinarmee unter Germanicus gegen die Usipeter, und der griechische Militärhistoriker Onasander beschrieb Ende des 1. Jahrhunderts in seinem Werk Strategikos detailliert die Marschordnung der römischen Legion. Abhängig von der Marschbreite (vier oder sechs Mann nebeneinander) werden für die Marschlänge einer Legion zwischen 2,5 und 4,2 km angegeben.

### Ausbildung
Der spätantike Militärschriftsteller Vegetius (Publius Flavius Vegetius Renatus) schilderte die (ideale) Friedensausbildung: Dreimal monatlich gab es einen Übungsmarsch über 10 römische Meilen (etwa 16 Kilometer), auf dem das Marschtempo gewechselt wurde, um Eilmarsch und rasche Rückzüge zu üben. In der Gefechtsausbildung übte man den offenen Kampf, die Abwehr unerwarteter Angriffe und Überfälle. Besonderer Wert wurde auf die Ausbildung an der Waffe und den Waffendrill und Formaldienst als Gefechtsdienst zur Stärkung der Disziplin gelegt. Zur Ausbildung wurden Holzschwerter und Schilde aus Weidengeflecht verwendet, die erheblich schwerer waren als die echten Scuta.
Gemeinsam eingezogene Rekruten wurden auch zusammen ausgebildet und hierfür in Gruppen zu 8 Mann zusammengefasst, den sog. contubernium (Zeltgemeinschaft), zudem nahm man ihnen weitgehend die Möglichkeit zu regelmäßigen Kontakten mit Frauen. Sie bekamen ständig zu hören, dass sie und ihre Kameraden auserwählt seien und einer Eliteeinheit angehörten; das Ergebnis waren Gruppen von hervorragend durchtrainierten Männern, die teilweise von den Ausbildern und Vorgesetzten brutal gedrillt worden waren und im Bedarfsfall, ohne zu zögern, ebenso brutal waren. Sie waren untereinander eng verbunden, da ihnen andere emotionale Bindungen verweigert wurden, und stolz auf die Einheit, der sie angehörten.

### Bestrafungen
Auf Befehlsverweigerung, Flucht vor dem Feind und Desertion stand die Todesstrafe. Bei Diebstahl und körperlicher Untüchtigkeit (zum Beispiel Trunkenheit) verabfolgten die Centurionen die Prügelstrafe. Daneben konnten unangenehme Dienste oder die Zuteilung von Rationen aus Gerste (die als Viehfutter galt) als Strafen verhängt werden.
Allgemeine Bestrafungen, die während des Routinedienstes im täglichen Kasernenalltag vorkamen, wurden in schriftlichen Morgenmeldungen festgehalten. So haben sich im tripolitanischen Limeskastell Gholaia etliche Ostraka aus dem Skriptorium des Stabsgebäudes erhalten, die neben Krankheitsfällen, verschiedene Tagesdienste und unter anderem auch das Auspeitschen (ad virgas) einzelner Soldaten vermelden.
Einheiten, die versagt hatten, konnten für einige Zeit aus dem Lager verbannt werden und mussten ungeschützt vor den Mauern kampieren, meistens dabei auch auf Gersteration gesetzt. Die strengste Strafe bestand in der Dezimierung (decimatio) einer Einheit. Dabei wurde jeder Zehnte der Einheit ausgelost und von den Mitsoldaten getötet. Das kam selten vor, aber zum Beispiel 20 n. Chr. ließ der Statthalter in Africa, Lucius Apronius, jeden zehnten Mann einer Centurie, die im Kampf geflohen war, auf diese Weise zu Tode prügeln. Einheiten, die ihre Ehre verloren hatten, wurden unter Umständen aufgelöst; zum Beispiel löste Vespasian vier Legionen auf, die ihr Feldzeichen verloren hatten. Ganze Einheiten konnten als Strafe auch „verbannt“ werden: So wurden nach der Schlacht von Cannae die beiden einzigen überlebenden römischen Legionen vom Senat für mehr als zehn Jahre nach Sizilien verbannt, das damals heftig umkämpft war. Diese Strafe war umso härter, da zu dieser Zeit die Armee nicht aus Berufssoldaten, sondern aus einfachen römischen Bürgern bestand, die während des Kriegsdienstes ihre Farmen oder Handwerke nicht bewirtschaften konnten. Mit dem Machtzuwachs der Armee wurden harte Disziplinarstrafen seltener, dennoch sind Dezimierungen vereinzelt noch im 4. Jahrhundert bezeugt.

### Taktik und Gefechtsführung

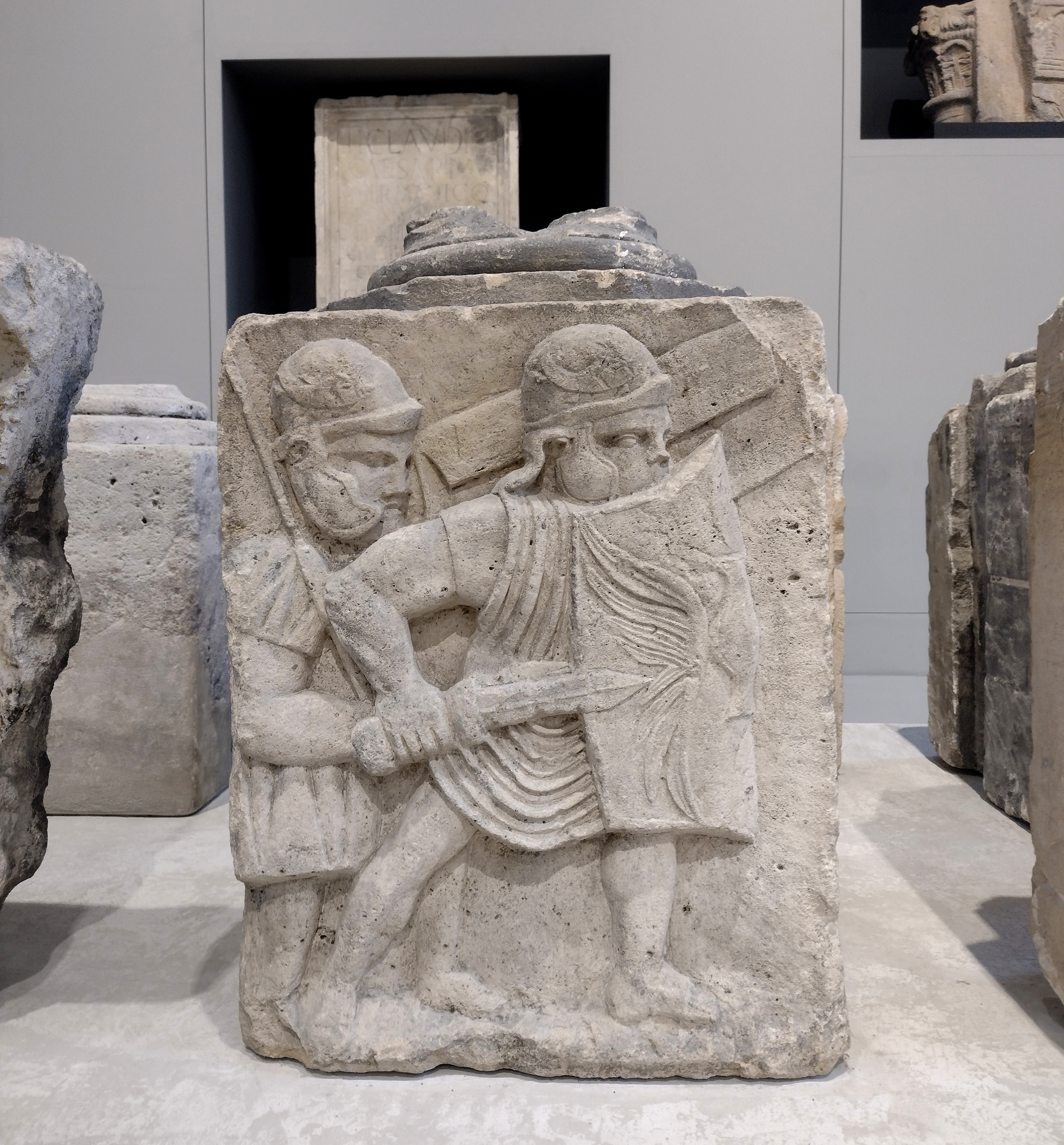
Säulensockel aus Mainz-Kästrich mit zwei kämpfenden Legionären, 2. Hälfte des 1. Jahrhunderts, Steinhalle des Landesmuseums Mainz

Die Legion kämpfte sowohl in geschlossener Schlachtordnung, so dass der einzelne Soldat nur von vorn angreifbar und sehr gut durch den großen Schild gedeckt war, als auch – im Gegensatz zur Phalanx – in lockerer Schlachtordnung, in der der Legionär keinen Kontakt zu Nachbarn, Vorder- und Hintermann hatte. Dies erforderte unter Umständen größere Disziplin, als in den dichten Reihen der Phalanx zu kämpfen. Die normale Schlachtordnung wies dabei eine Gliederung in drei Reihen auf. Zwei Zenturien wurden zu einem Manipel unter dem Befehl des dienstälteren Centurio zusammengefasst. Später erfolgte die Aufstellung nur noch in Kohorten.
Der Gegner wurde auf etwa 20 Schritt Entfernung mit einem Hagel aus Wurfspießen (Pila) überschüttet. Diese sollten, neben dem Beifügen von Verlusten, den gegnerischen Schildwall und die Formation auflösen. Das Pilum war aus nicht zu hartem Metall, sodass es sich idealerweise im gegnerischen Schild festhängend verbog und diesen damit unbrauchbar machte oder wegen der Verformung durch den Aufprall zumindest nicht zurückgeworfen werden konnte. Es wird wiederholt berichtet, dass die letzte Strecke zum Gegner im Laufschritt mit lautem Geschrei zurückgelegt wurde. Vor dem Zusammenprall der gegnerischen Linien schloss die römische Legion in der Regel die Ordnung und ließ den Gegner gegen den Wall der Schilde prallen. Wahrscheinlich wurden dabei die vorderen Reihen durch die Schilde der hinteren aufgefangen bzw. vorgeschoben. Aus der Deckung des großen Schildes heraus versuchten die römischen Legionäre vor allem das Gesicht oder die Seite ihres Gegners zu treffen. Der Gladius wurde dabei meist als Stichwaffe benutzt. Fiel ein Legionär, trat der Hintermann vor und schloss die Lücke.
Die entscheidende Stärke der Legion gegen weniger organisierte „Barbaren“-Heere war ihre unbedingte Geschlossenheit, durch die jeder von seinem Nebenmann gedeckt wurde, und die Tiefe der Glieder, die ein Durchbrechen der Linie verhinderte. Im Vergleich zu anderen Aufstellungen, zum Beispiel der Phalanx, konnte die Legion dabei taktisch flexibler eingesetzt werden. Sie konnte im Gefecht schwenken, versetzt vorrücken und (eingeschränkt) sich kämpfend zurückziehen. Letzteres ist, soweit bekannt, mit einer Phalanx nur ein einziges Mal (unter Philipp II. von Makedonien) gelungen.

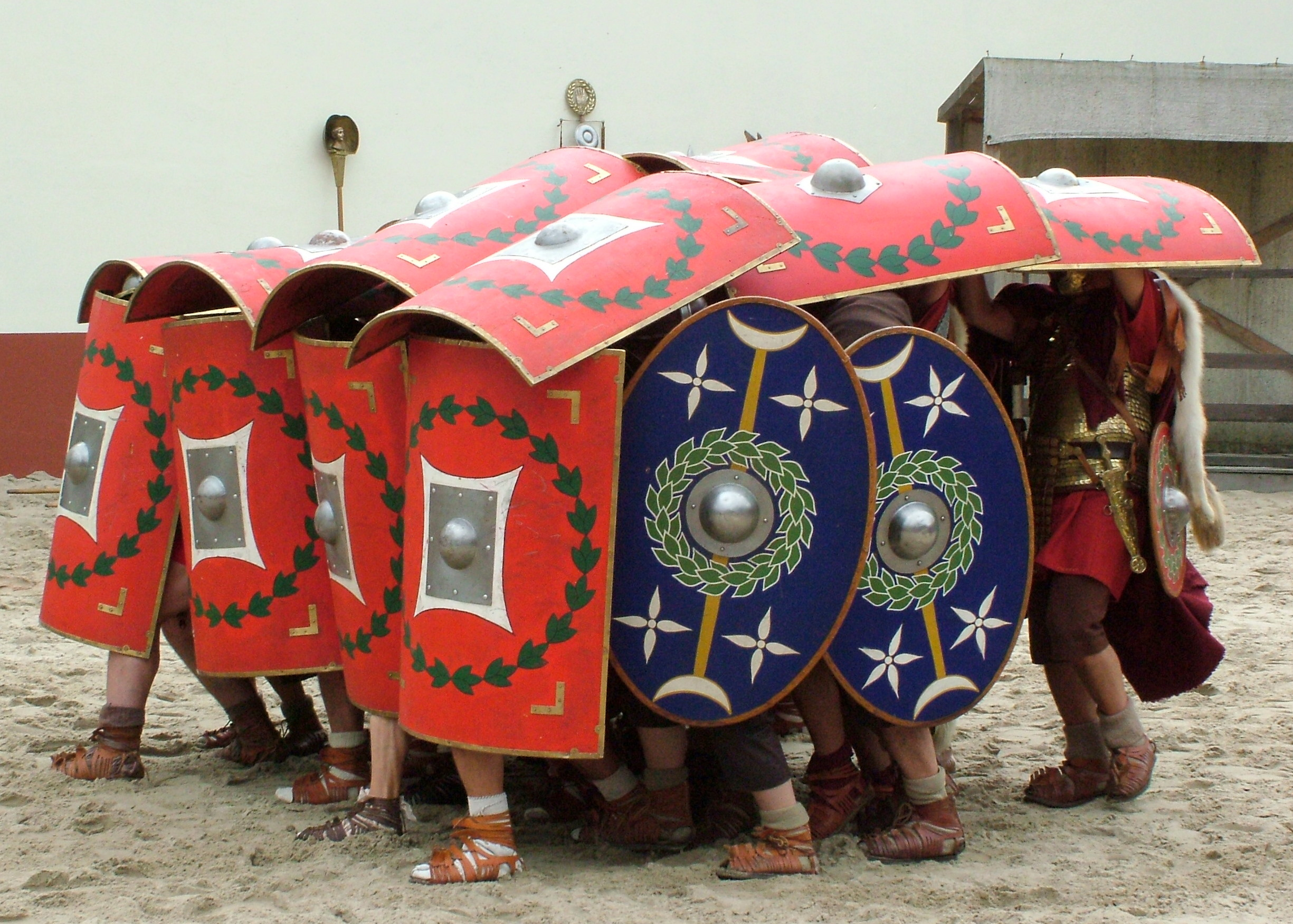
Die römische Kampftechnik des testudo, im Archeon nachgestellt

Die Aufgabe der Auxiliartruppen war es dabei anfangs, den Gegner vor dem Zusammentreffen der Hauptstreitmacht zu schwächen und vor allem die Flanken der Legion zu decken. Besonders der Reiterei der Alae kam die Aufgabe zu, ihrerseits die gegnerische Schlachtordnung zu umfassen und von den Flanken oder der Rückseite her aufzulösen. Später, als sich die meisten Auxiliareinheiten in Bewaffnung und Ausrüstung den Legionen angeglichen hatten, entfiel dieser Unterschied.
Geriet die Formation einer Legion unter Beschuss, zum Beispiel durch Pfeile oder Wurfspeere, konnten sich die Legionäre zur bekannten Schildkrötenformation (testudo) zusammenschließen. Die großen Schilde der Legionäre schützten sie dann auch von oben. Die Formation wurde aber fast nur bei Belagerungen angewandt.
Um Erschöpfung vorzubeugen, konnte zudem in der Legion durch den Rotate-Befehl die gesamte erste Linie durch die Reihen bis in die letzte zurückgezogen werden, während die nachfolgende Reihe selber vortrat. So konnte auch bei heftigsten feindlichen Angriffen die vorderste Linie gehalten werden, da jeder Legionär einer Legion so nur wenige Minuten oder gar Sekunden kämpfte, bevor er in der ersten Reihe abgelöst wurde: Eine Taktik, die unter anderem Caesar erfolgreich bei der Belagerung von Alesia einsetzte.

### Versorgung und Nachschub
Für eine Legion im Einsatz wird mit einem Getreidebedarf für Soldaten sowie Pferde und Maultiere von rund 18,4 t pro Tag gerechnet, ein Heer bestehend aus acht Legionen benötigt daher 147 t Getreide pro Tag, wobei das Grünfutter für die Tiere nicht mitgerechnet ist. Planmäßig führten die Legionen 17 Tagesrationen mit; für Nachschub hätte demnach erst ab dem 18. Tag gesorgt werden müssen.

## Die Legion in der Spätantike (284–602)

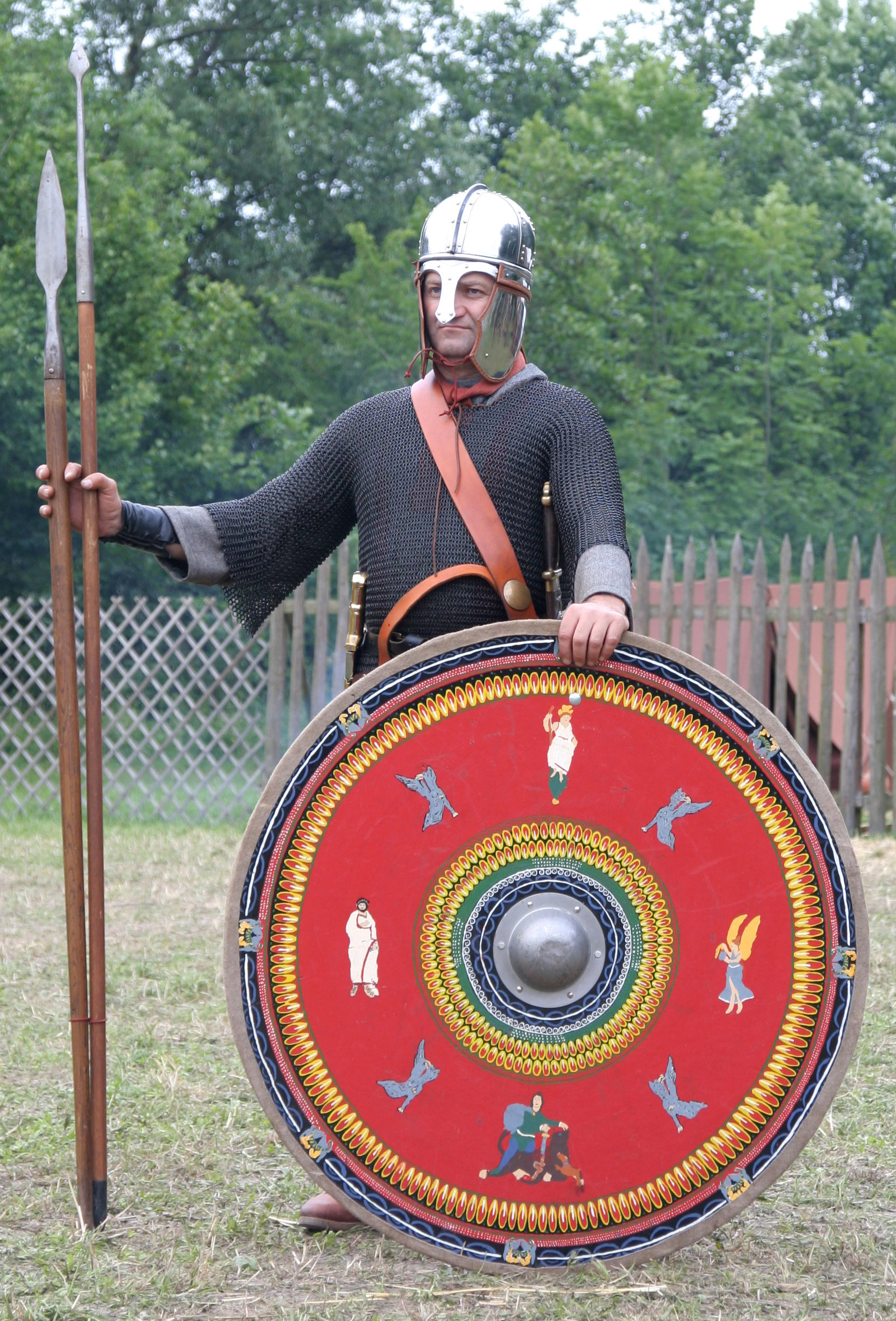
Legionär gegen Ende des 3. Jahrhunderts in einer nördlichen Provinz (Hobby-Rekonstruktion)

Noch unter den Severern (193–235) entsprachen Organisation und Ausrüstung der römischen Truppen im Wesentlichen dem traditionellen Aufbau. Die seit 2008 entdeckten Funde aus dem Zusammenhang des Harzhornereignisses, das in die Zeit nach 228 (höchstwahrscheinlich 235) datiert werden kann, beinhalten pila, caligae, ein Kettenhemd und Teile typisch kaiserzeitlicher Helme. Doch in den schweren Niederlagen, die die römische Armee in den Jahren zwischen 244 und 260 gegen die Goten und das Sassanidenreich erlitt, sowie in den schier endlosen Bürgerkriegen dieser Zeit (siehe Reichskrise des 3. Jahrhunderts) verloren viele Legionäre ihr Leben; ganze Einheiten wurden aufgerieben und nicht wieder aufgestellt. Um 260 führte darum insbesondere Kaiser Gallienus weitreichende Reformen durch: Das Kommando über die Legionen wurde nun den Senatoren entzogen, die durch Berufsoffiziere ersetzt wurden, der Anteil an Kavallerie wurde deutlich erhöht und die taktischen Einheiten, in denen die Infanterie operierte, verkleinert. Dass diese neuen Legionen den veränderten Anforderungen gewachsen waren, belegt der Umstand, dass die römische Armee ab 268 jahrzehntelang fast keine wichtige Schlacht mehr verlor: Die Goten, Franken und Alamannen wurden zurückgeschlagen, abtrünnige Reichsteile gewaltsam wieder in das Imperium integriert; und schließlich gelang es 282 sogar, die sassanidische Hauptstadt Ktesiphon zu plündern. Eine Niederlage, die Galerius 297 gegen die Perser erlitt, konnte bereits im Folgejahr durch den Sieg in der Schlacht bei Satala wettgemacht werden.
In der beginnenden Spätantike wurden diese Maßnahmen daher systematisiert und vollendet, so dass sich das Erscheinungsbild der Legion grundlegend veränderte. Durch die Heeresreform Diokletians (284 bis 305) wurde die Anzahl der Legionen zwar stark erhöht (auf etwa 60), im Gegenzug ihre Sollstärke aber erheblich herabgesetzt (ca. 1.000 Mann). Das kaiserliche Heer war seit Konstantin I. unterteilt in
- Grenzheer (limitanei),
- Marschheer (comitatenses) und
- Hoftruppen (palatini).

Damit trug man dem Umstand Rechnung, dass die Legionen der bisherigen Größe seit dem 3. Jahrhundert ohnehin nicht mehr als taktische Einheit eingesetzt worden waren: Die neuen, kleineren Legionen des mobilen Feldheeres (comitatenses) ließen sich rascher und flexibel zu Interventionsheeren der jeweils benötigten Größe zusammenziehen. Durch diese Aufspaltungen wurden die Truppen an ruhigen Grenzabschnitte zwar immer mehr ausgedünnt, es war aber immerhin möglich, die Grenzkontrolle durch limitanei (die nicht in Legionen organisiert waren) weiter aufrechtzuerhalten, während die dadurch frei gewordenen Abteilungen für dringendere Einsätze an Brennpunkten verfügbar wurden. Man konnte so auch verhindern, dass ganze Grenzregionen von einem Tag auf den anderen völlig von Truppen entblößt wurden.

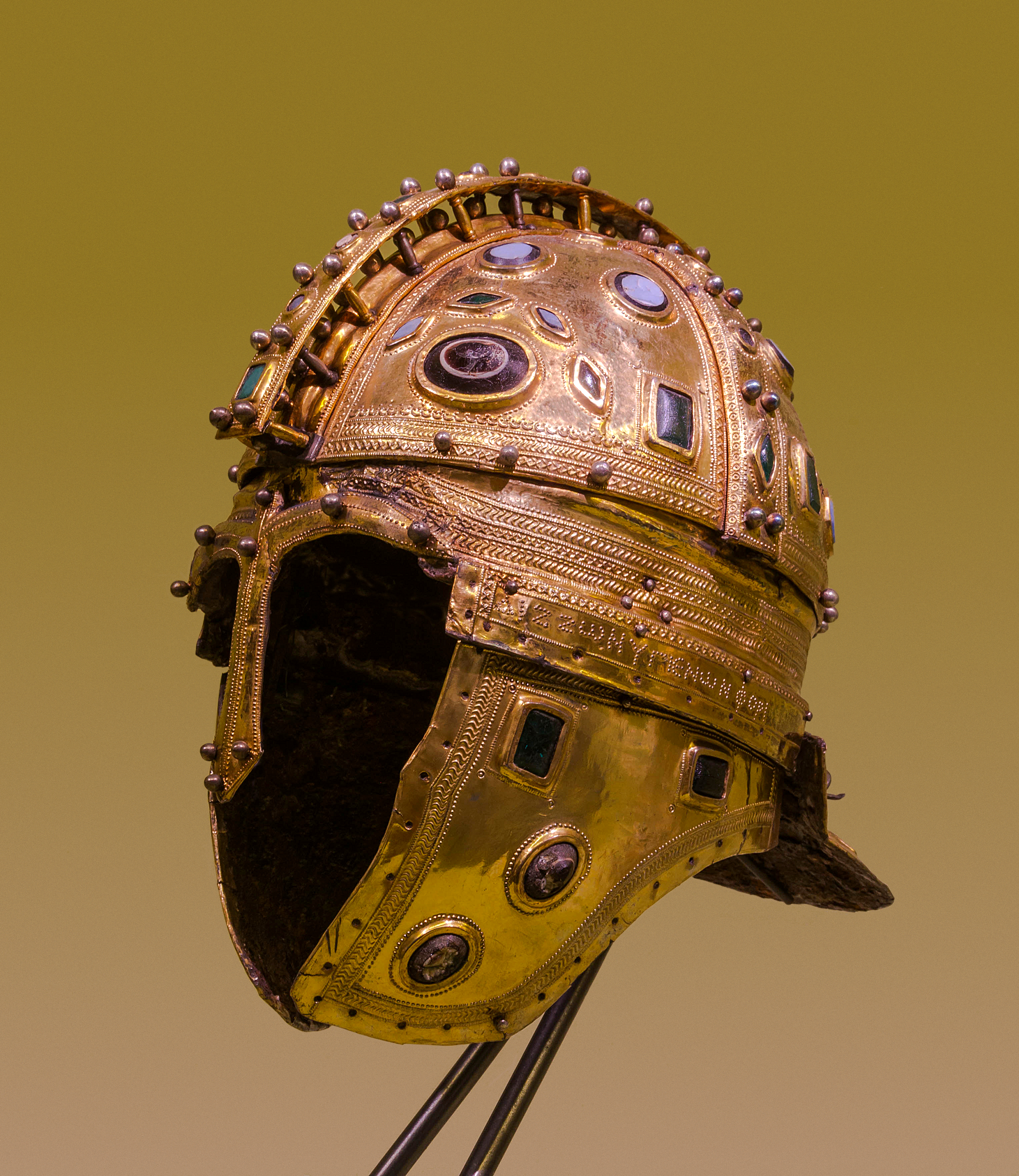
Spätrömischer Offiziershelm

Auch die Ausrüstung der römischen Soldaten änderte sich markant; das pilum wurde durch eine Stoßlanze (hasta), der gladius, der seit dem späten 2. Jahrhundert schrittweise außer Gebrauch geraten war, endgültig durch das Langschwert (spatha) ersetzt; der Gliederpanzer verschwand, die Helme wurden jetzt nach persischen Vorbildern angefertigt. Das rechteckige, kaiserzeitliche scutum wurde durch einen Rundschild, parma oder clipeus genannt, ersetzt, der bereits zuvor in den Hilfstruppen verbreitet gewesen war. Auf diesem wurden auch die in der Notitia dignitatum abgebildeten Schildembleme aufgemalt. Die Körperpanzerung bestand nun wieder aus einfachen Kettenhemden oder, in Ostrom, vermehrt aus Schuppenpanzern. Zusätzlich wurden bei Bedarf Kettenhauben, Arm- oder Beinschienen angelegt. In der Regierungszeit des Gratian verfiel gemäß Flavius Vegetius Renatus die Disziplin und die Soldaten baten angeblich darum, die schwere Rüstung bei Routinetätigkeiten oder während des Marsches ablegen zu dürfen, wohl auch um damit eine größere Beweglichkeit zu erreichen. Damit korrespondierte eine wachsende Bedeutung der Kavallerie. Viel Ausrüstung ging wohl auch in den Kriegen gegen Goten und Perser verloren.
Der Offizier und Geschichtsschreiber Ammianus Marcellinus berichtet im späten 4. Jahrhundert, dass die Legionäre in der Schlacht von Adrianopel (378) in der Hitze durch ihre Rüstungen niedergedrückt wurden; überdies erwähnt er immer wieder Reiter und Infanteristen in „schimmernder Wehr“. Auch auf spätantiken Abbildungen wie dem Galeriusbogen oder Schnitzarbeiten des 5. und 6. Jahrhunderts aus Ägypten und Konstantinopel sind Soldaten in Schuppenpanzern zu sehen. Viele Fußsoldaten, vor allem unter den limitanei, konnten sich die teuren Schutzaccessoires aber nicht mehr leisten und mussten mit einem Schild das Auslangen finden, obwohl eigentlich staatliche Werkstätten (fabricae) dafür sorgen sollten, dass die Legionäre gut ausgestattet waren, was aber vor allem in Westrom bald nicht mehr funktionierte. Die Rüstungen wurden auf den Trosswagen mitgeführt und laut dem Strategikon des Maurikios vor der Schlacht an die Männer in den ersten Schlachtreihen ausgegeben.
Ab dem 4. Jahrhundert nahm der Anteil der sogenannten Foederaten an der römischen Armee zu, die als reichsfremde Söldner unter eigenen Anführern in deren Reihen kämpften. Sie gehörten nicht zu den Legionen, aber im Laufe der Zeit verwischte sich der Unterschied zwischen ihnen und den regulären Soldaten.
Die Rolle der Reiterei nahm dabei, wie gesagt, stetig zu, besonders im Rahmen der Auseinandersetzungen mit „barbarischen“ Reiterheeren (Goten, Sarmaten, Hunnen) und vor allem im Kampf mit den persischen Sassaniden, in deren Heer die Panzerreiterei eine herausragende Rolle spielte. In diesem Zusammenhang ist wohl auch der Bedeutungsverlust der Legion nach dem Ende des 4. Jahrhunderts zu erklären, obwohl die römische Infanterie bis zuletzt nie vom Schlachtfeld verschwand. Die Standardeinheit der spätrömischen Armee wurde schließlich der Numerus mit einer Größe von etwa 300 Mann. Die Legionen wurden nun oft als numerus legionum bezeichnet, blieben aber größer: Um 500 hatten sie in Ostrom eine Sollstärke von knapp 1500 Mann, darunter 300 Berittene.
Die römischen Soldaten der Zeit nach Diokletian unterschieden sich nicht nur in der Bewaffnung, sondern auch in Aussehen und Kleidung deutlich von den Legionären der Frühen und Hohen Kaiserzeit; dies wurde lange Zeit mit dem Phänomen der „Barbarisierung“ der Armee in Verbindung gebracht. In jüngerer Zeit vertreten hingegen mehrere Forscher die Ansicht, das veränderte Aussehen der kaiserlichen Truppen sei weniger auf direkte Einflüsse von außerhalb des Imperiums zurückzuführen als vielmehr auf den Versuch, eine neue militärische Elite, die durchaus auch viele Römer umfasst habe, äußerlich markant von ihrer Umwelt abzugrenzen. Dennoch steht fest, dass die Kaiser vor allem im Westen des Reiches darauf angewiesen waren, Nichtrömer zu rekrutieren; und da es die Hilfstruppen nun nicht mehr gab, traten diese Krieger nun anders als zuvor in das reguläre Heer ein, sofern sie nicht als foederati dienten. Die Befehlssprache der kaiserlichen Armee blieb aber Latein, erst im 7. Jahrhundert wurde es im oströmischen Heer durch Griechisch ersetzt.
Nach der Schlacht von Adrianopel 378 konnte das oströmische Heer mit einiger Mühe wieder auf Sollstärke gebracht werden. Mehrere Legionen des Westens wurden hingegen bereits 351 in der Schlacht bei Mursa und dann vor allem 394 in der Schlacht am Frigidus aufgerieben und danach nicht wieder aufgestellt. Die weströmische Armee löste sich im Verlauf des 5. Jahrhunderts auf, vornehmlich aufgrund der Zahlungsunfähigkeit der Regierung, die spätestens seit etwa 450 nicht mehr in der Lage war, reguläre Truppen in nennenswertem Umfang zu finanzieren. Im Oströmischen Reich verschwanden die Legionen hingegen erst im Kontext der schweren Kämpfe gegen das Sassanidenreich und insbesondere Araber des späten 6. und des frühen 7. Jahrhunderts, in deren Folge die kaiserliche Armee grundlegend reformiert wurde. Zu den letzten nachweisbaren Legionen gehörten die legio IIII Parthica, die noch unter Kaiser Mauricius (582–602) erwähnt wird, und die zuletzt in Ägypten stationierte legio V Macedonica.
Der Zeitpunkt, zu dem die einzelnen Einheiten verschwanden, lässt sich in aller Regel nicht genau bestimmen; verantwortlich ist nicht nur die schlechte Quellenlage, sondern auch eine Besonderheit der spätrömischen Verwaltung, die dazu führen konnte, dass Legionen auf dem Papier fortbestanden, obwohl sie faktisch nicht mehr existierten: Da in der Spätantike auch die zivilen Verwaltungsbeamten als milites galten, wurden diese pro forma bei ihrer Einstellung einer militärischen Einheit zugewiesen; so wurden noch im 6. Jahrhundert unter Kaiser Justinian die Schreiber des praefectus praetorio Orientis der legio I Adiutrix zugerechnet – unabhängig davon, ob diese damals überhaupt noch ein Teil der kämpfenden Truppe war (was unwahrscheinlich ist).